# 阪神5500系電車
阪神5500系電車（はんしん5500けいでんしゃ）は、阪神電気鉄道（阪神）が1995年（平成7年）に導入した各駅停車用の通勤形電車（ジェットカー）である。
本記事では、編成表記を大阪梅田方先頭車の車両番号で代表する（例：5501F）。

## 概要
本形式は当初、5001形（2代）以前に製造された旧型のジェットカー（5151形・5261形・5311形）の代替車両として計画されていた。しかし、1995年（平成7年）1月17日に発生した兵庫県南部地震（阪神・淡路大震災）により普通系車両からも8両（5151形2両、5261形4両、5331形2両）の被災廃車が発生したため代替新造が必要となり、当初の予定を前倒しして2編成8両が製造され、5501Fが1995年（平成7年）11月に、5503Fが1996年（平成8年）1月にそれぞれ営業運転を開始した。その後も在来車の代替として順次増備され、2000年（平成12年）までに9編成36両が製造された。この両数は普通系車両の中では5700系に次ぐ勢力となっている。
次世代の標準車両を目指して、VVVFインバータ制御、ボルスタレス台車などの新機軸が採用された。この5500系の導入により、日本の大手私鉄全社でVVVFインバータ制御が採用されることになった。

## 車両概説

### 車体

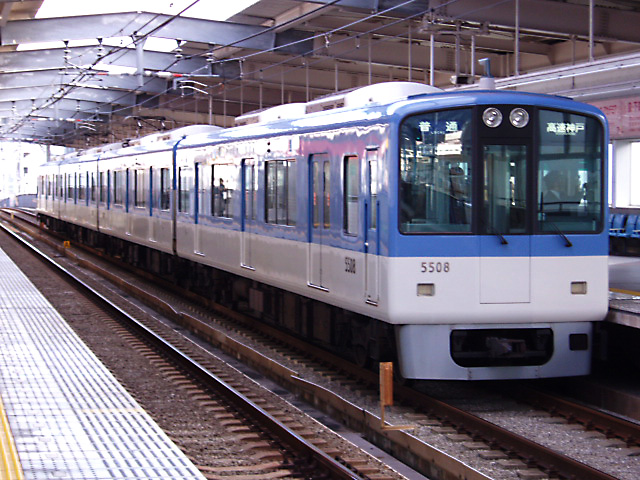
登場時の5500系

外観は基本的に8000系のタイプIV後期製造車を踏襲しており、普通鋼製で19 m級の3扉車である。側面窓は客用扉間の4か所（3連窓の両端側）が開閉可能となっているほかは全て固定窓となっている。
前面は8000系の額縁スタイルから変更されており、窓にはHゴムが復活し、貫通扉と前照灯の周りがブラックフェイス化されている。前面下部の尾灯は埋め込み式のLED式となった。床面高さは従来車より40 mm下げられ、車体断面の変更により屋根の丸みがきつくなった。屋根高さに変更はなく、屋根半径は中央部が従来より小さい6,000 mm、肩部が従来と同じく300 mmである。
外部塗色は36年ぶりに変更が行われた。従来は旧来の上部クリーム、下部マリンブルーであったが、「震災を乗り越えて新たに出発する」との願いを込めて、上部を「アレグロブルー」（空色）、下部を「シルキーグレイ」（淡灰）のパステル調の新塗装が採用された。この塗装は8000系8233で実施された3種類の試験塗装のうちの1案が基となっている。2001年（平成13年）に登場した急行系車両の9300系にも、5500系に対を成す新塗装として上部「プレストオレンジ」下部「シルキーベージュ」が採用された。

### 車内
座席はバケットタイプのロングシートで、電光式路線図と電光掲示板を一体化した車内案内表示装置、フットライン入りの床、車椅子スペースを設置するが、ドアには開閉予告ブザーが新たに設置された。

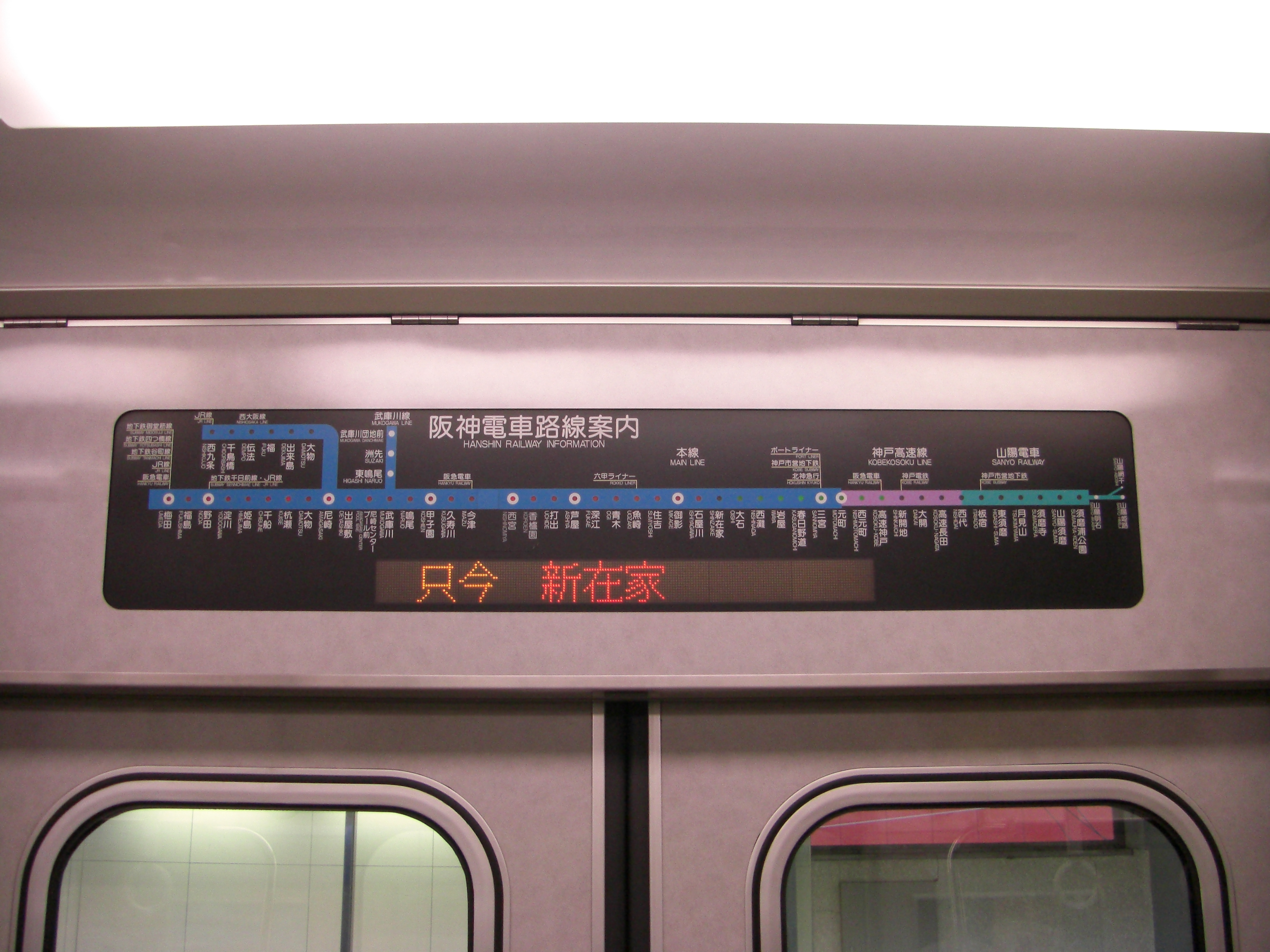
車内案内表示装置 （西宮東口駅廃止後）
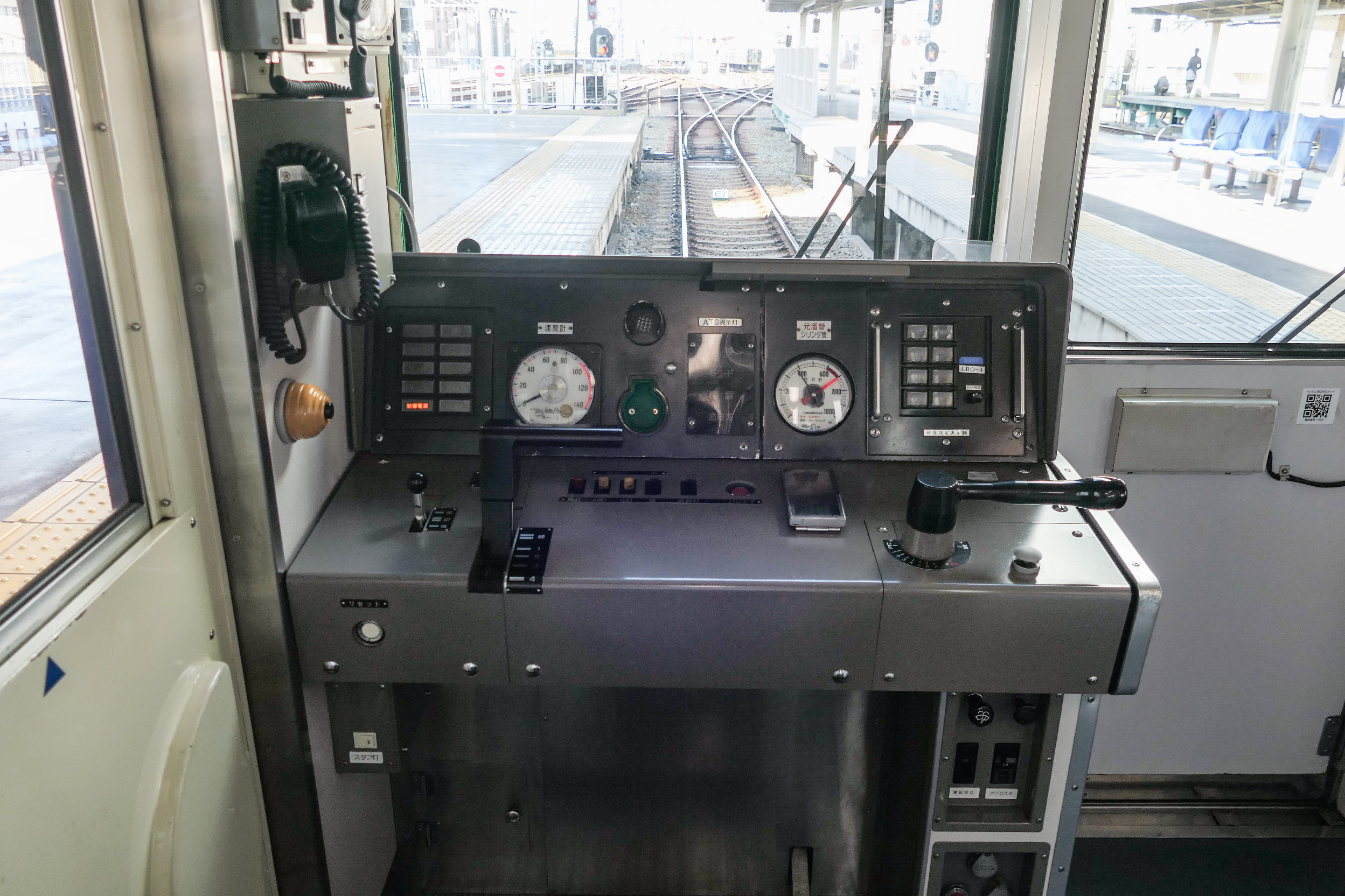
運転台（リノベーション車両）

運転台は阪神初となる2ハンドル式のデスク型が採用された。前後動作式（水平回転軸）の主幹制御器と左右回転動作式（鉛直回転軸）のブレーキ設定器から構成される。

### 機器類
台車は阪神初のモノリンク式ボルスタレス台車である住友金属工業（現：日本製鉄）製SS-144を採用、くら型軸受の採用により整備が容易になった。また、車輪径は従来のジェットカー標準の762 mmから急行系車両と同様の860 mmとなった。
主電動機は東洋電機製造製のTDK-6145-A（出力110kW）を搭載し、駆動方式はTDカルダン方式である。制御装置は阪神初のVVVFインバータ制御を採用、三菱電機製 MAP-118-15V55 を5601形に搭載した。
加減速度は従来のジェットカーの起動加速度4.5 km/h/s、減速度5.0 km/h/sから0.5 km/h/sずつ下げられ、起動加速度4.0 km/h/s、減速度4.5 km/h/sとなった。VVVFインバータ制御の採用で乗り心地も滑らかになったほか、中高速域の加速性能の向上で従来通りの運行ダイヤが維持可能な性能となっている。
サービス電源を供給する静止形インバータ（SIV）は東芝製の INV094-HO を、電動空気圧縮機（CP）は C-2000-ML を5501形に搭載している。
ブレーキは普通系車両では初めて電気指令式ブレーキのMBSAが採用された。
連結器は5501形の運転台側がバンドン式密着連結器、5601形同士のユニット端部が廻り子式密着連結器、ユニット中間部が棒連結器である。併せて5601形奇数車神戸方および偶数車大阪方には簡易運転台を設置して工場入場時の構内入換に配慮している。
屋根材はステンレスとなり、長手方向にビードが入っている。冷房装置はセミ集中式の CU703（21,000kcal）を1両に2台搭載する。5601形の大阪方には下枠交差式のパンタグラフを搭載している。

### 増備車
1997年（平成9年）には、5505F・5507F・5509Fの4両編成×3本が川崎重工業で製造された。貫通路が初期車2編成の狭幅から広幅となり、客用扉に複層ガラスが、車両間に転落防止幌が採用されるなどの差異が見られる。この増備は1998年（平成10年）2月の直通特急運転開始に伴うダイヤ改正による普通車の運用増加と急行車の運用減少に対応するためで、5500系の増備により3000系3102F+3101Fおよび3103F+3104Fが廃車となった。

## 編成
編成は高加減速性能と粘着性確保のため、従来のジェットカーと同じ全電動車方式である。普通運用も4両固定であったため5500系も4両固定となり、普通系車両では初の新造時からの中間電動車が登場した。制御電動車の5501形と中間電動車である5601形の2両ユニットを2組連結して4両で組成され、車両番号の末尾が奇数の車両が大阪方、偶数の車両が神戸方に連結される。
編成各車の諸元、車両番号の一例を記す。
| ← 大阪梅田新開地 → | ← 大阪梅田新開地 → | ← 大阪梅田新開地 → | ← 大阪梅田新開地 → | ← 大阪梅田新開地 → |
| ------------------ | ------------------ | ------------------ | ------------------ | ------------------ |
| 形式               | 5501 （Mc1）       | ◇ 5601 （M1）      | ◇ 5601 （M2）      | 5501 （Mc2）       |
| 自重 （t）         | 34.0               | 35.0               | 35.0               | 34.0               |
| 定員               | 122                | 132                | 132                | 122                |
| 搭載機器           | CP SIV             | VVVF               | VVVF               | CP SIV             |

凡例
- VVVF: 主制御器
- SIV: 補助電源装置 (静止形インバータ)
- CP: 空気圧縮機

5500系原形車
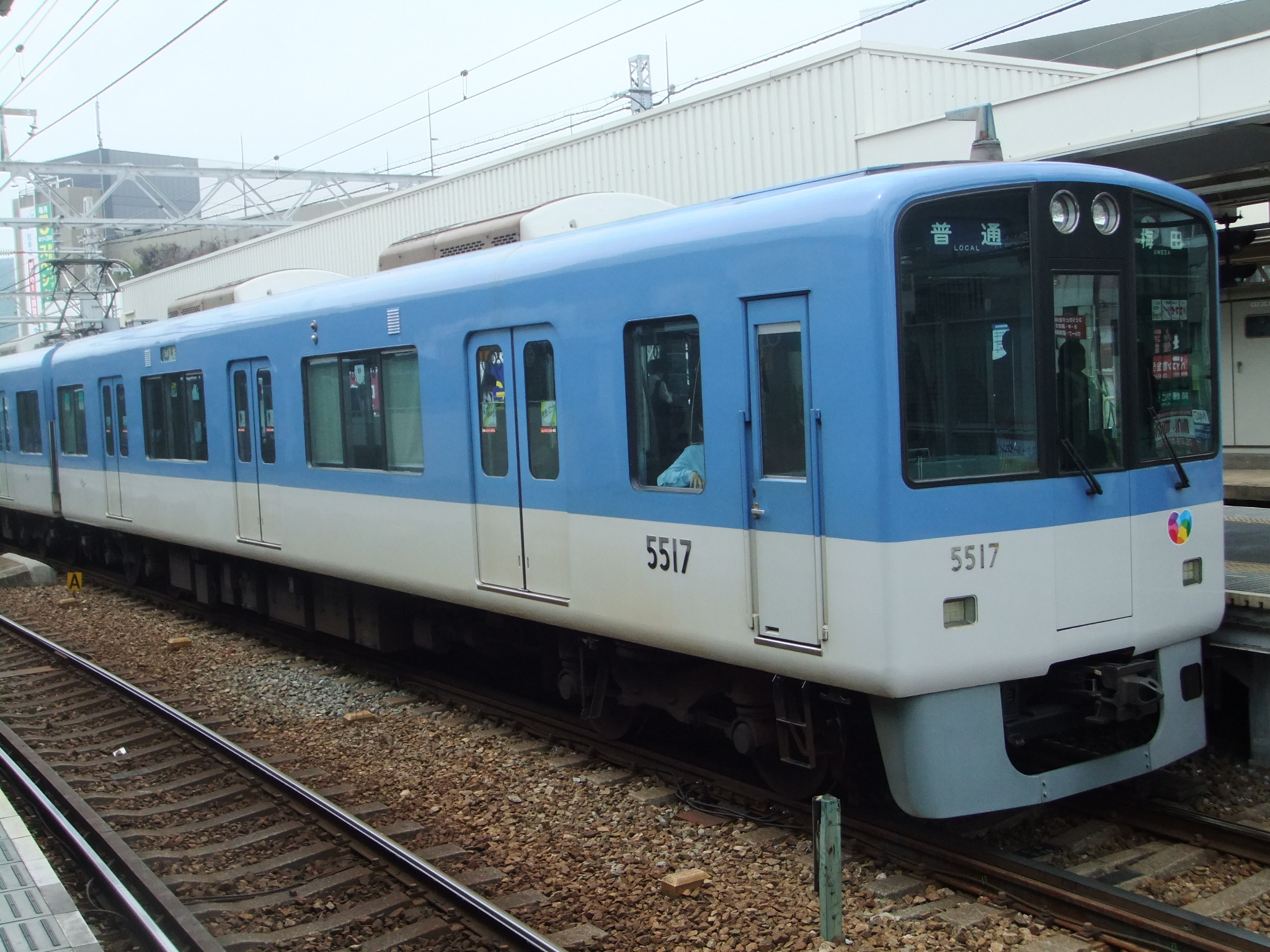
5517
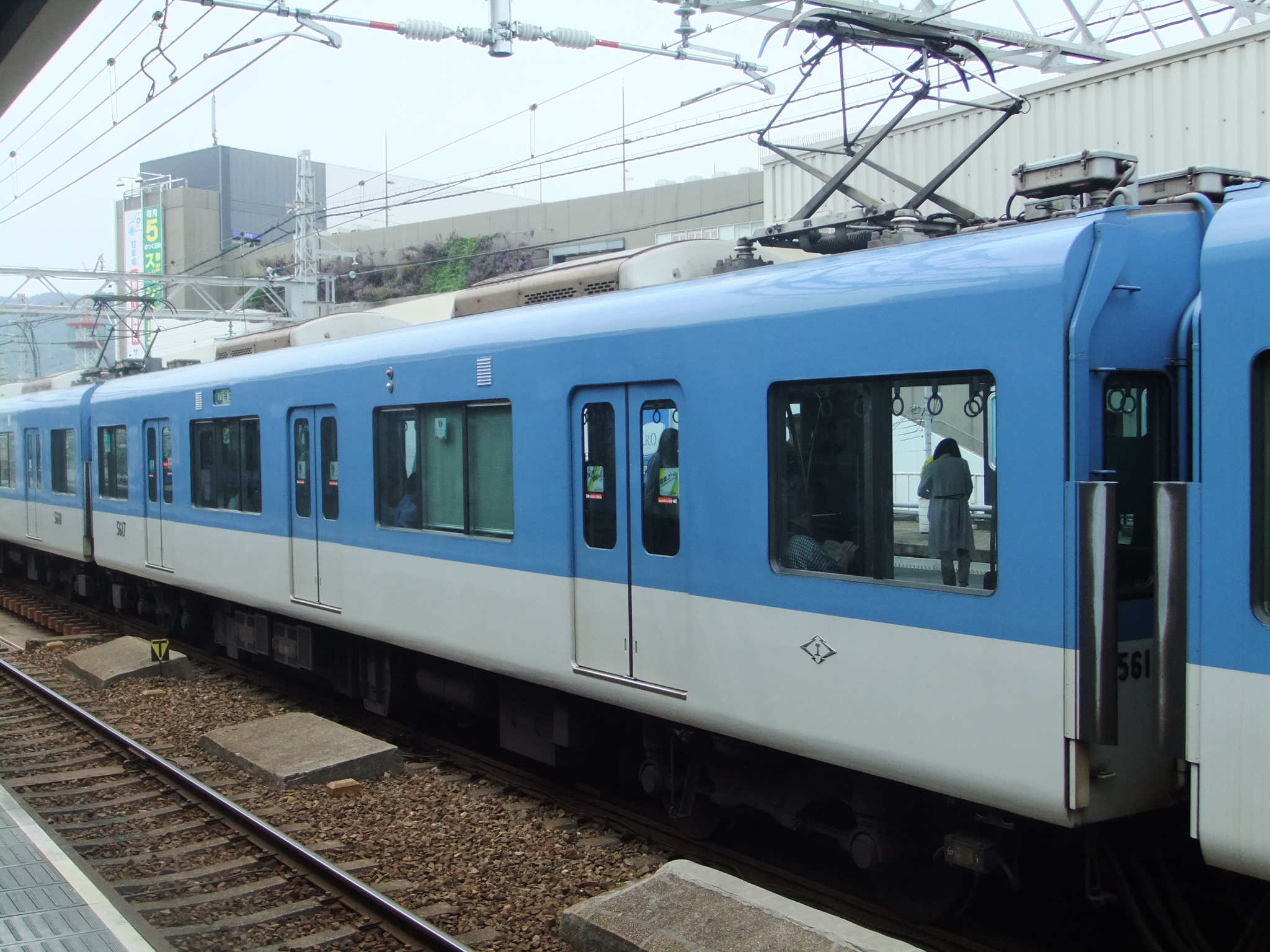
5617
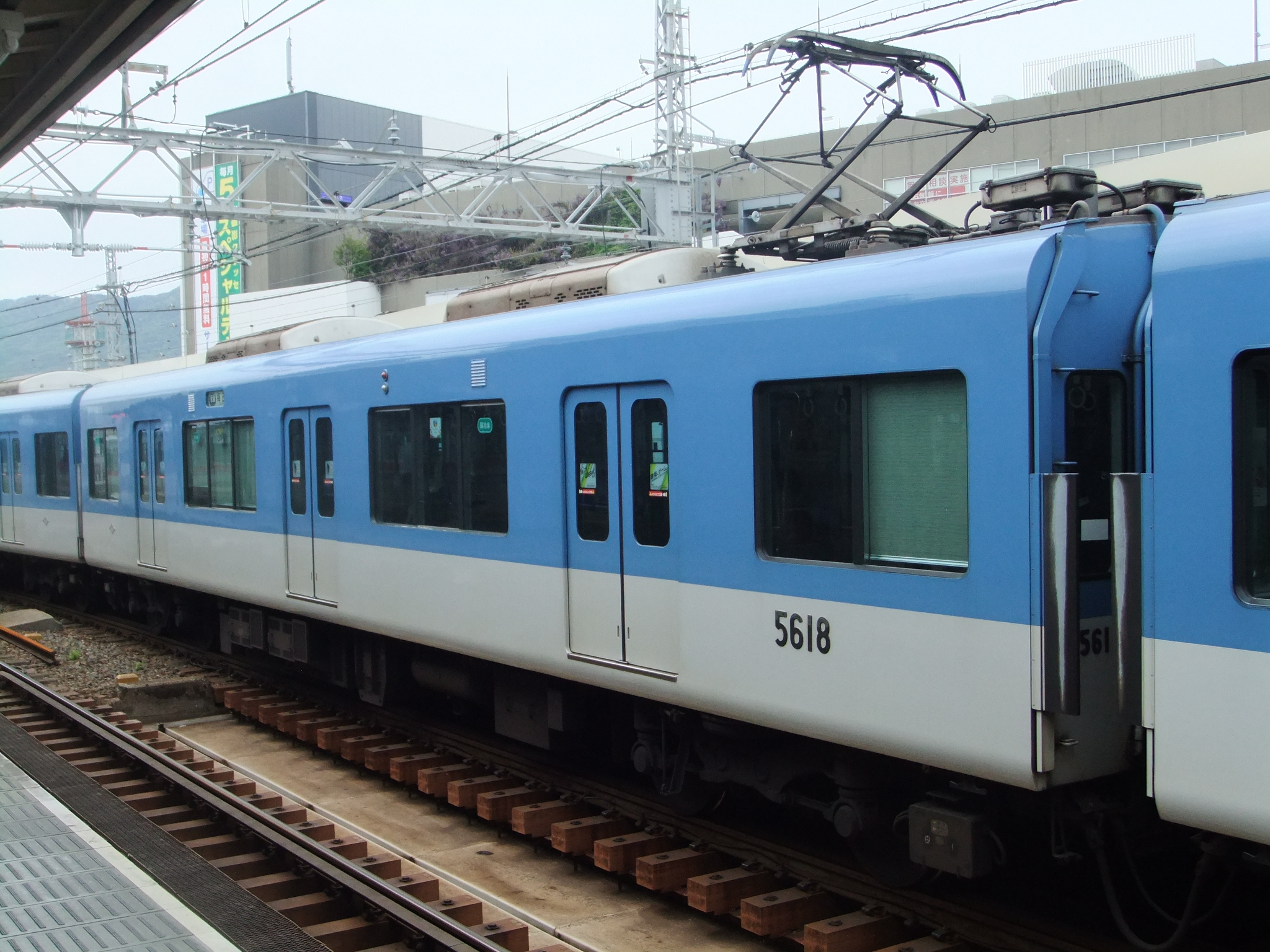
5618
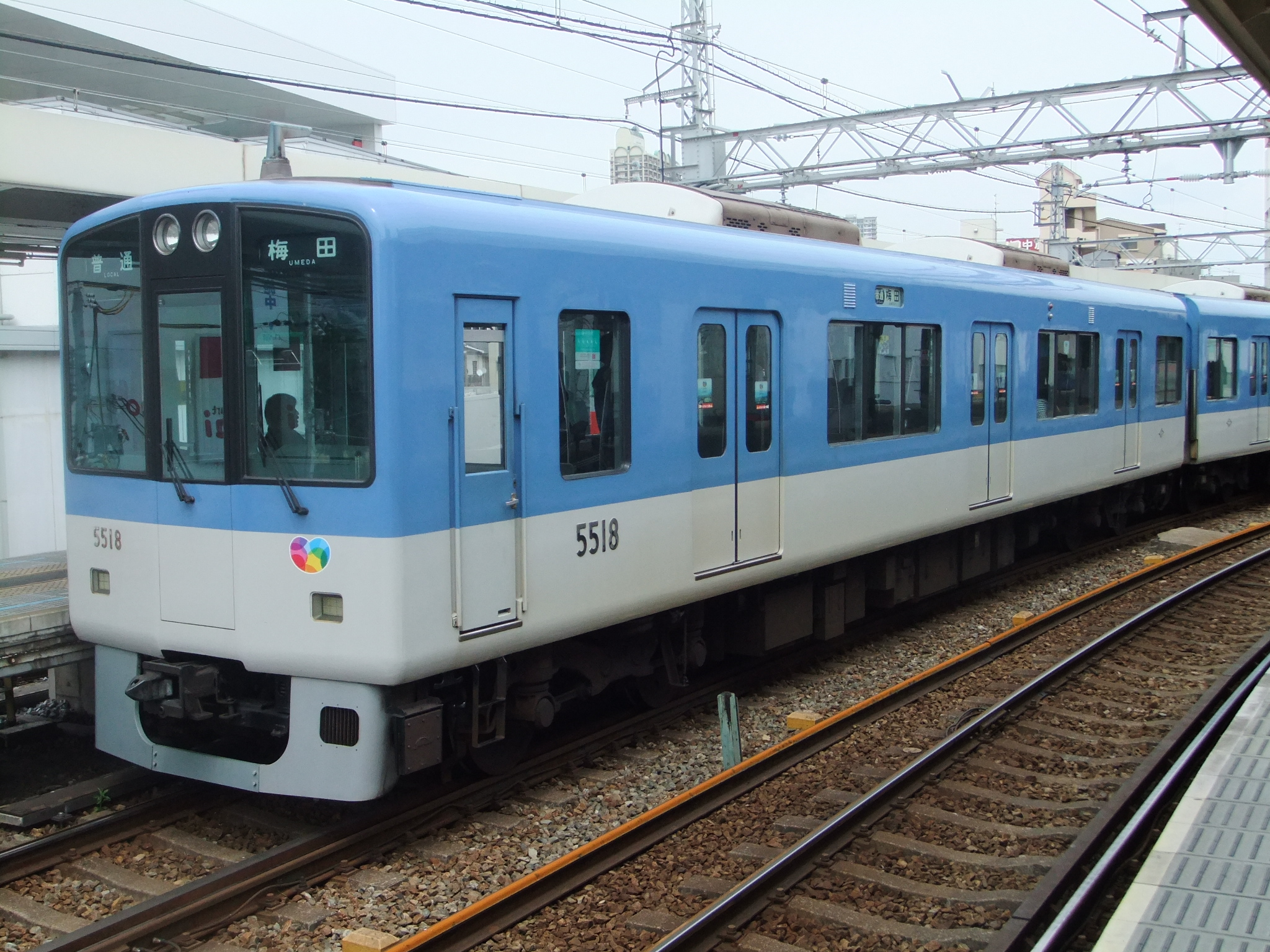
5518

## 改造
2010年（平成22年）時点で、座席のモケットは青系ながらも9300系と同じデザインに変更されている。また、転落防止幌は2006年（平成18年）に5501Fにも追加設置された。2009年（平成21年）の阪神なんば線開業による近畿日本鉄道（近鉄）との相互直通運転の開始に伴い、先頭車の連結器はバンドン式密着連結器から廻り子式密着連結器に換装され、正面貫通路の下部に切り欠きが付いた。
2008年（平成20年）ごろから運転台にデッドマン装置が取り付けられた。
車内案内表示装置は、西宮東口駅の廃止と香櫨園駅の駅名改称の際にシール貼付けによる目隠しが行われたが、阪神なんば線の開業を機にマップ式では対応が困難として5500系・9000系・9300系ともに改造が行われた。電光式路線図は使用停止となり、器具の上側にフリーボードの部分のみ窓を開けた化粧板を貼り重ね、空きスペースには広告枠が設置された。
一部車両にて、照明カバーを取り外したり、LED照明や前照灯のLED化を実施しているほか、試験的に車内に防犯カメラを設置した（のち阪神が保有する8000系を除く全編成全車両に防犯カメラを設置）。

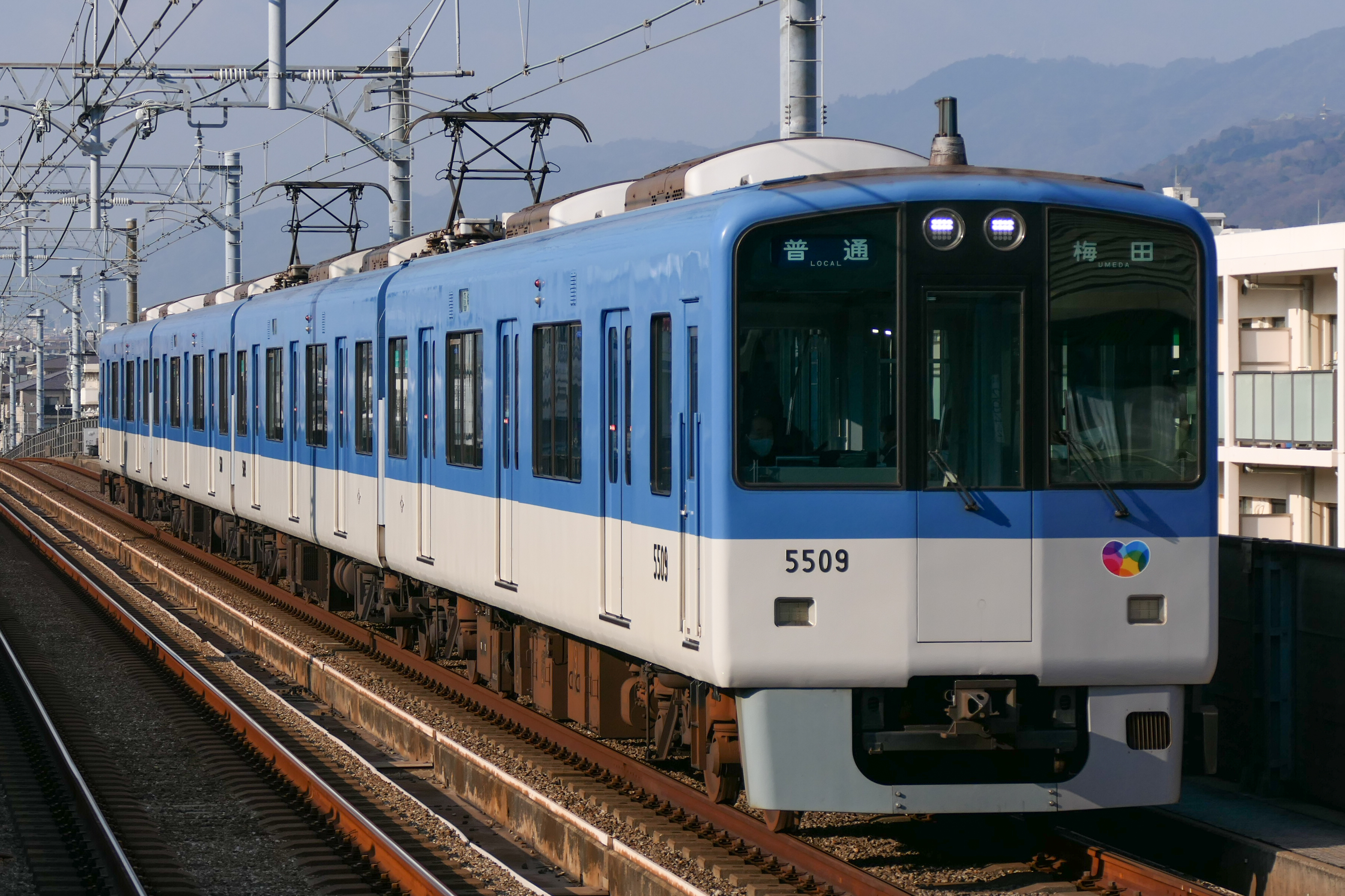
連結器交換後の外観
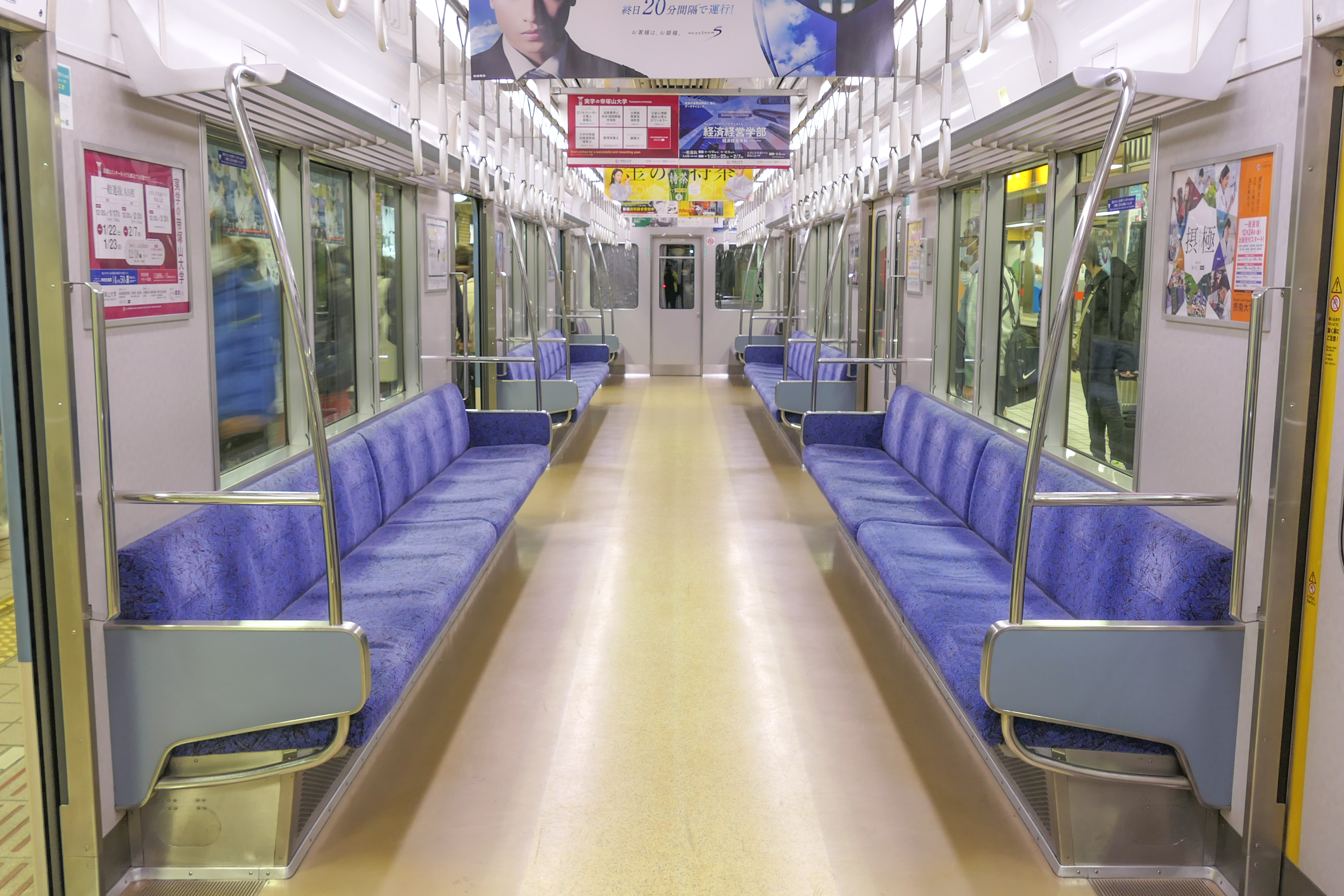
車内 （座席モケット張り替え後）
車内案内表示装置（ 現在はこのタイプは撤去済み）
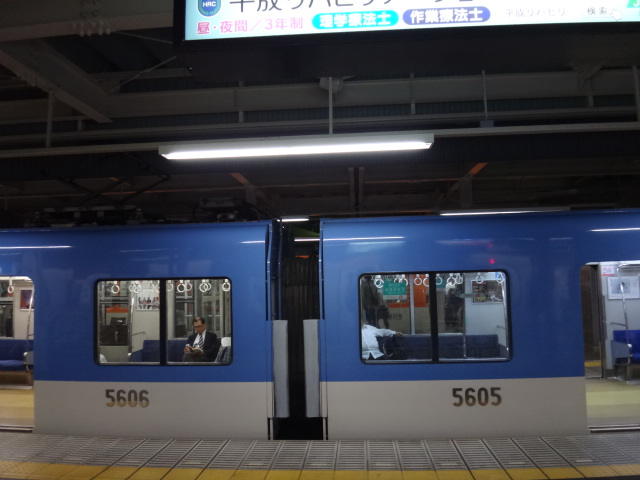
LED照明を導入した車両（5605・右側）と蛍光灯照明（5606・左側） （尼崎駅にて）

### リニューアル工事
| リノベーション車両（2021年1月31日 大物駅） |  | リノベーション車両の車内 |
| リノベーション車両（2021年1月31日 大物駅） |  | リノベーション車両の車内 |

導入から20年以上経過した2016年（平成28年）度より、5500系のリニューアル工事が開始された。阪神ではリニューアル後の5500系を「リノベーション車両」と称している。
車体は新塗装化が施され、車内は半自動ドア化 (車内外自動放送機能付き) やLCDディスプレイが設置されるなど旅客設備は5700系に準じたものとなったが、運転台や制御装置（IGBT化）、集電装置の換装などはなされていない。
塗装は阪神間のモダンな街並みをイメージし、上部が「ラピスブルー」、扉と下部が「モダングレー」となった。塗り分け線の位置が下に広がり、青色の面積が大幅に広がった。この塗装変更は一目でリノベーション車両が分かるように配慮したものである。
最初のリニューアル施工編成となったのは5501Fで、2017年（平成29年）5月2日から営業運転を開始した。同年10月に5503Fが、2018年（平成30年）4月には5505Fがリニューアルを受けた。引き続いて2019年（平成31年）3月に5507Fが、2019年（令和元年）から2020年（令和2年）までにかけて5511F・5513Fが、2021年（令和3年）3月に5515Fが、同年11月に5517Fが、2022年（令和4年）12月に5509Fがそれぞれリニューアルを受けた。5511F・5513Fは後述のとおり武庫川線用車両として転用され、2両×4編成に改造されている。この更新工事は最終的に武庫川線転用車両を含む5500系全編成に施工されたが、2010年（平成22年）製造の5550系は車齢が浅いため塗装変更とともに対象外となっている。

5500系リニューアル車
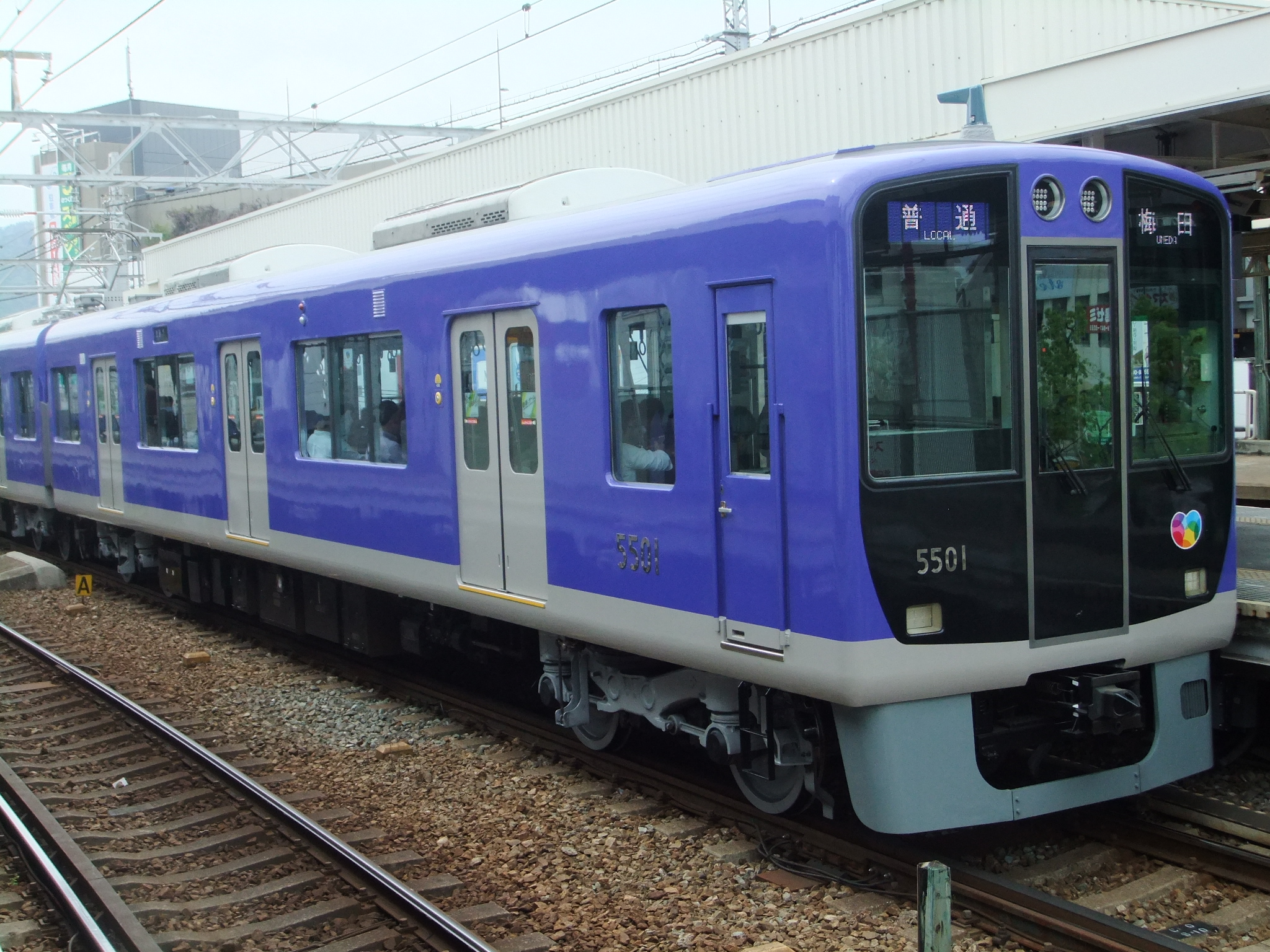
5501
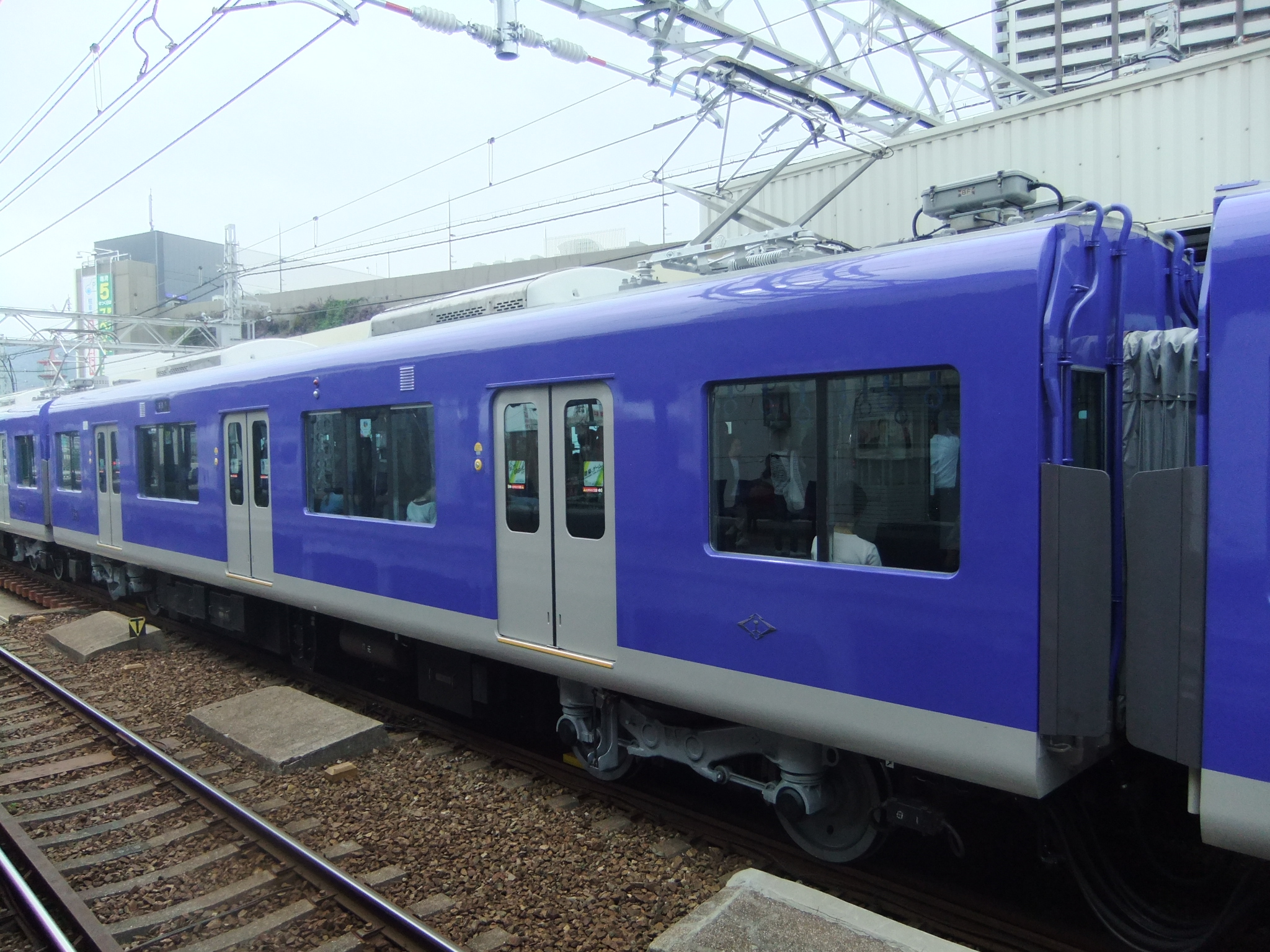
5601
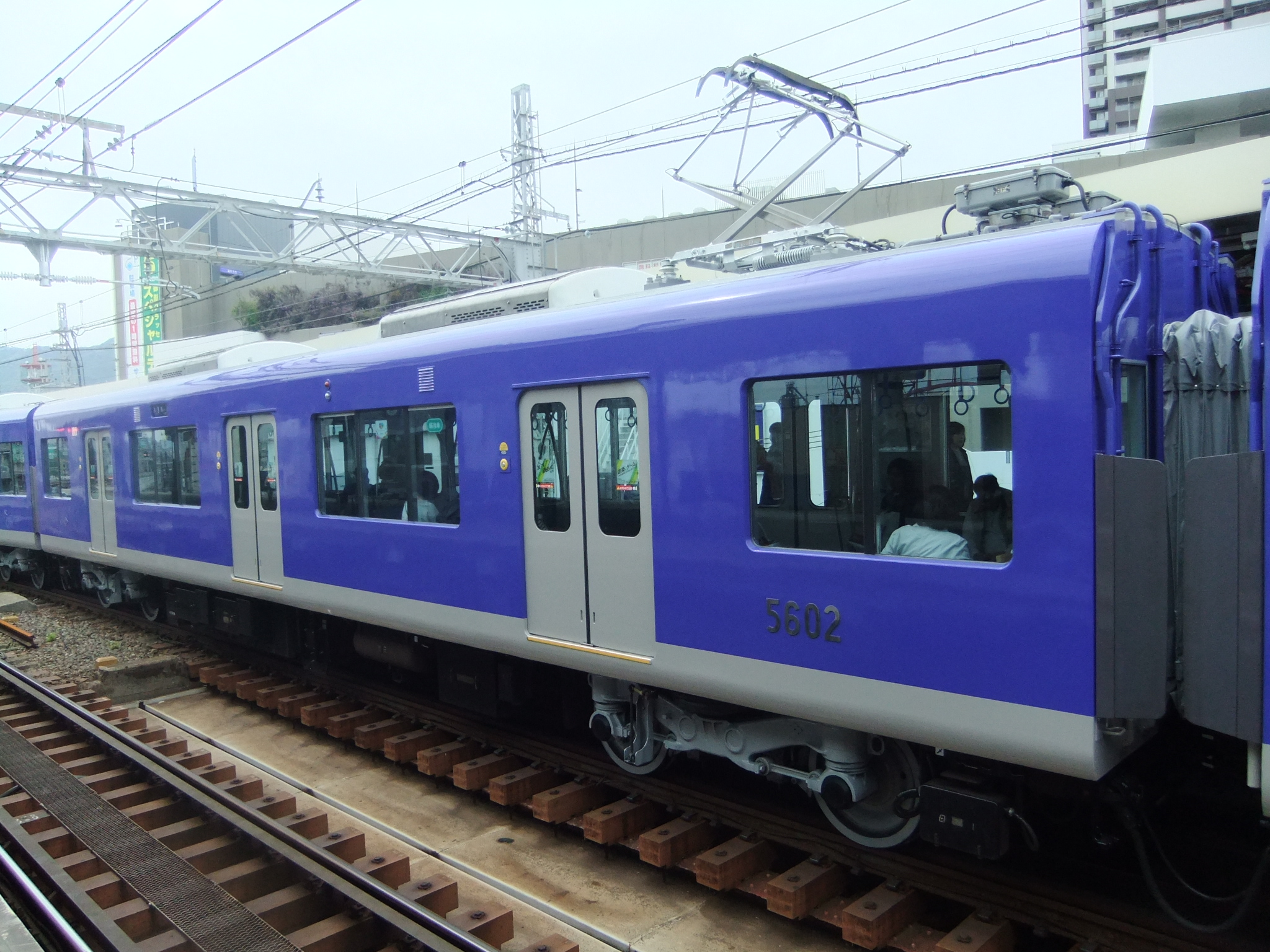
5602
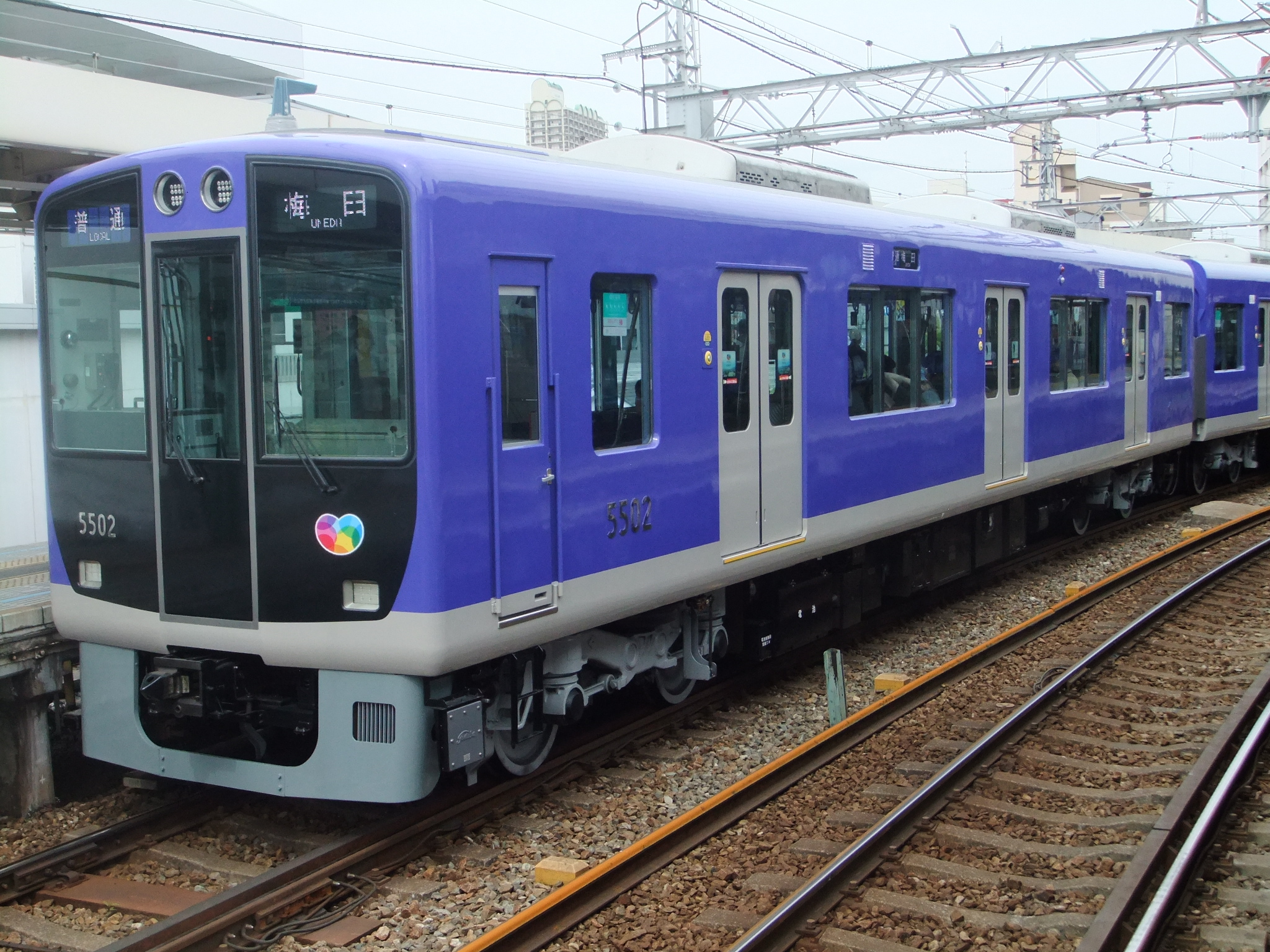
5502

### 武庫川線転用
本線の5700系の増備に伴い、本形式も一部が置き換えられ、うち2編成8両は2019年（令和元年）度より武庫川線用に改造されており、2020年（令和2年）度に阪神最後の赤胴車であった7861・7961形と7890・7990形を置き換えた。
武庫川線は2両編成で運用されるため、5511Fと5513Fの中間車に先頭車化改造を実施してそれぞれ4両から2両×2本に組み替え、ワンマン運転機器の取り付けを施工した。運転台のドアスイッチは腰部あたりに下げられ、レバー式からボタン式へと変更されている。床下機器についてはVVVF制御装置・SIV装置・ブレーキ制御装置の電子部品のオーバーホールが実施された程度で、加減速性能の変更や床下機器自体の換装（制御装置のIGBT化等）は行われていない。
先頭車化改造に伴って中間車の5601形（M1・M2）は形式変更が行われ、5901形（Mc1・Mc2）となった。先頭車の5501形も車種が変更され、従来のMc1・Mc2からM'c1・M'c2に変更された。5901形に設置された運転台の前面形状は9000系に準じているが、前面展望を楽しめるよう前面貫通扉のガラス面積が拡大されている。また先頭車化に合わせてパンタグラフはシングルアーム式として1両2基に増設された。イベント運用時には2編成を併結しての4両編成での運転も考慮されおり、先頭車化改造車である5901形の貫通扉には幌枠が設置されているほか、乗務員室には中間車として運用される時に備えて運転台、車掌側それぞれに仕切りが設けられている。実際に2023年9月と11月に期間限定で2編成併結による本線での運用が実現した（詳細は後述）。これにより編成表記は5511F・5912F・5513F・5914Fとなっている。
5700系や5500系リニューアル車と同様に、各出入口に半自動ドアスイッチが追加された。このほか、各車とも車外スピーカーの新設と行先表示器のフルカラーLED化が施工されている。
西宮市内を走る武庫川線は、阪神タイガース（一軍）の本拠地である阪神甲子園球場と、かつて二軍の本拠地球場兼練習場として使用された阪神鳴尾浜球場（タイガース・デン）が近接していることから、車両の内外装は「野球」がテーマになった。2020年（令和2年）2月21日に先行2編成の5513F・5914Fのデザインが発表され、正式な運行開始日と残りの2編成の5511F・5912Fのデザインも6月に発表された。
既存先頭車・先頭車化改造車とも乗務員室後部にフリースペースが設けられ、既存先頭車側には手すりが、改造先頭車側には手すりとテーブルが設置された。テーブルの素材には、野球のバットにも用いられるヤチダモの無垢材が使用されている。車内は3か所ある扉上の表示器が全て2段表示に拡大されている。
武庫川線用車両のシンボルとして「武庫川」のロゴが考案され、車両の前面と側面に配されている。これは「武庫川」の3文字の中に武庫川線の全4駅を示す丸マークを配置し、南北に走る路線を表す縦のラインで結んだものである。
なお、5513F・5914Fは2019年（令和元年）11月2日に尼崎工場で開催された「鉄道の日 はんしんまつり 2019」で一般公開が行われたが、この時は用途を伏せた状態での公開であった。
当初は2020年（令和2年）5月中の営業開始を予定していたが、新型コロナウイルス感染症拡大の影響で6月以降に延期され、具体的な置き換えの期日は非公表であった。従来の赤胴車は2020年（令和2年）6月2日に運転を終了し、その後、廃車となった。翌6月3日から武庫川線での5500系の営業運転が開始された。
改造車の編成例と諸元は以下の通り。
| ← 大阪梅田新開地 → ← 武庫川武庫川団地前 → | ← 大阪梅田新開地 → ← 武庫川武庫川団地前 → | ← 大阪梅田新開地 → ← 武庫川武庫川団地前 → | ← 大阪梅田新開地 → ← 武庫川武庫川団地前 → | ← 大阪梅田新開地 → ← 武庫川武庫川団地前 → | ← 大阪梅田新開地 → ← 武庫川武庫川団地前 → |
| ----------------------------------------- | ----------------------------------------- | ----------------------------------------- | ----------------------------------------- | ----------------------------------------- | ----------------------------------------- |
| 形式                                      | 5501 （Mc1'）                             | ＜ ＞ 5901 （Mc1）                        |                                           | ＜ ＞ 5901 （Mc2）                        | 5501 （Mc2'）                             |
| 自重 （t）                                | 34.0                                      | 35.5                                      |                                           | 35.5                                      | 34.0                                      |
| 定員 （座席）                             | 127 （39）                                | 125 （40）                                | 125 （40）                                | 127 （39）                                |                                           |
| 搭載機器                                  | CP SIV                                    | VVVF                                      | VVVF                                      | CP SIV                                    |                                           |

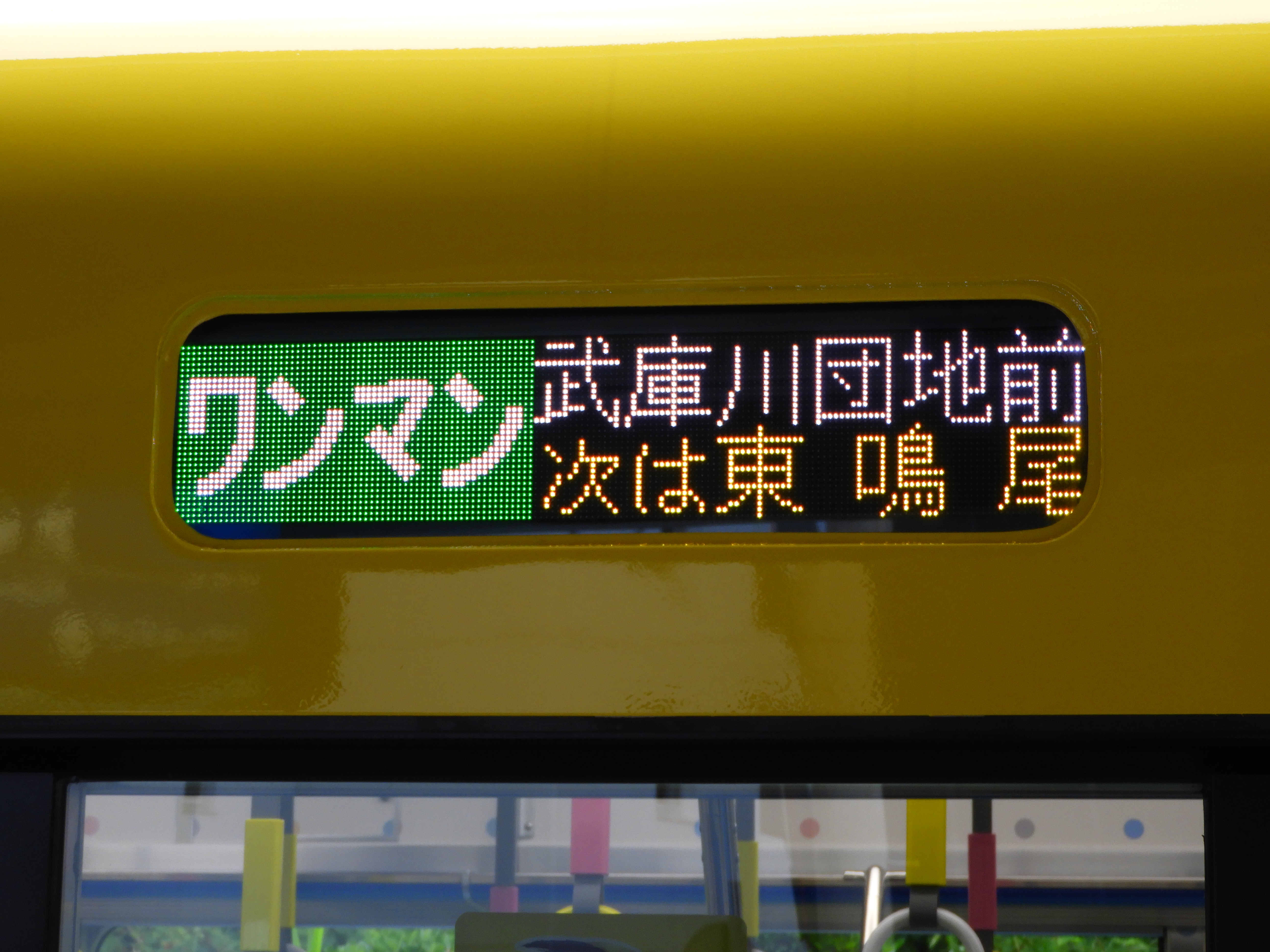
側面のフルカラーLED行先表示器
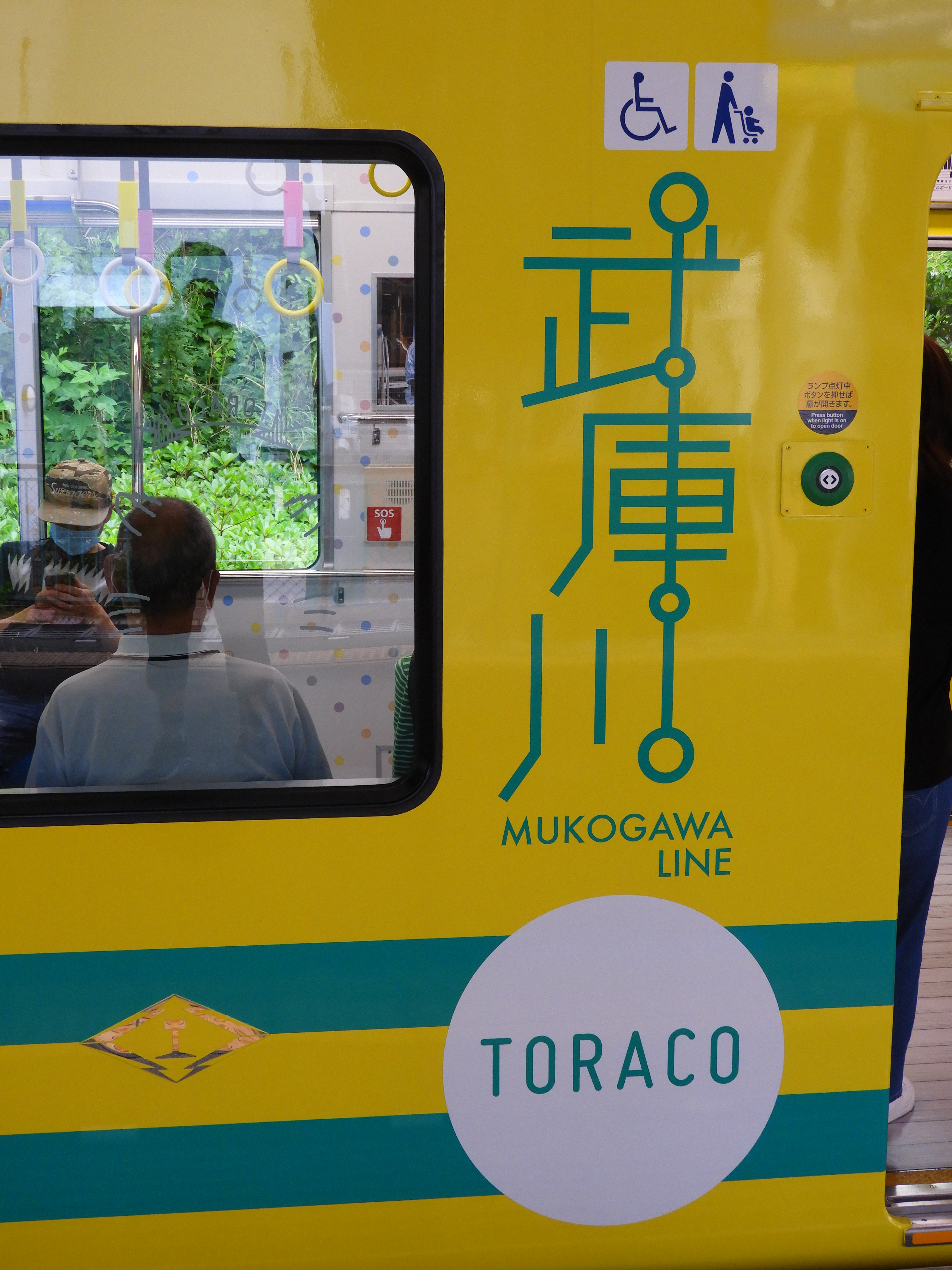
車体に描かれた武庫川線のロゴ
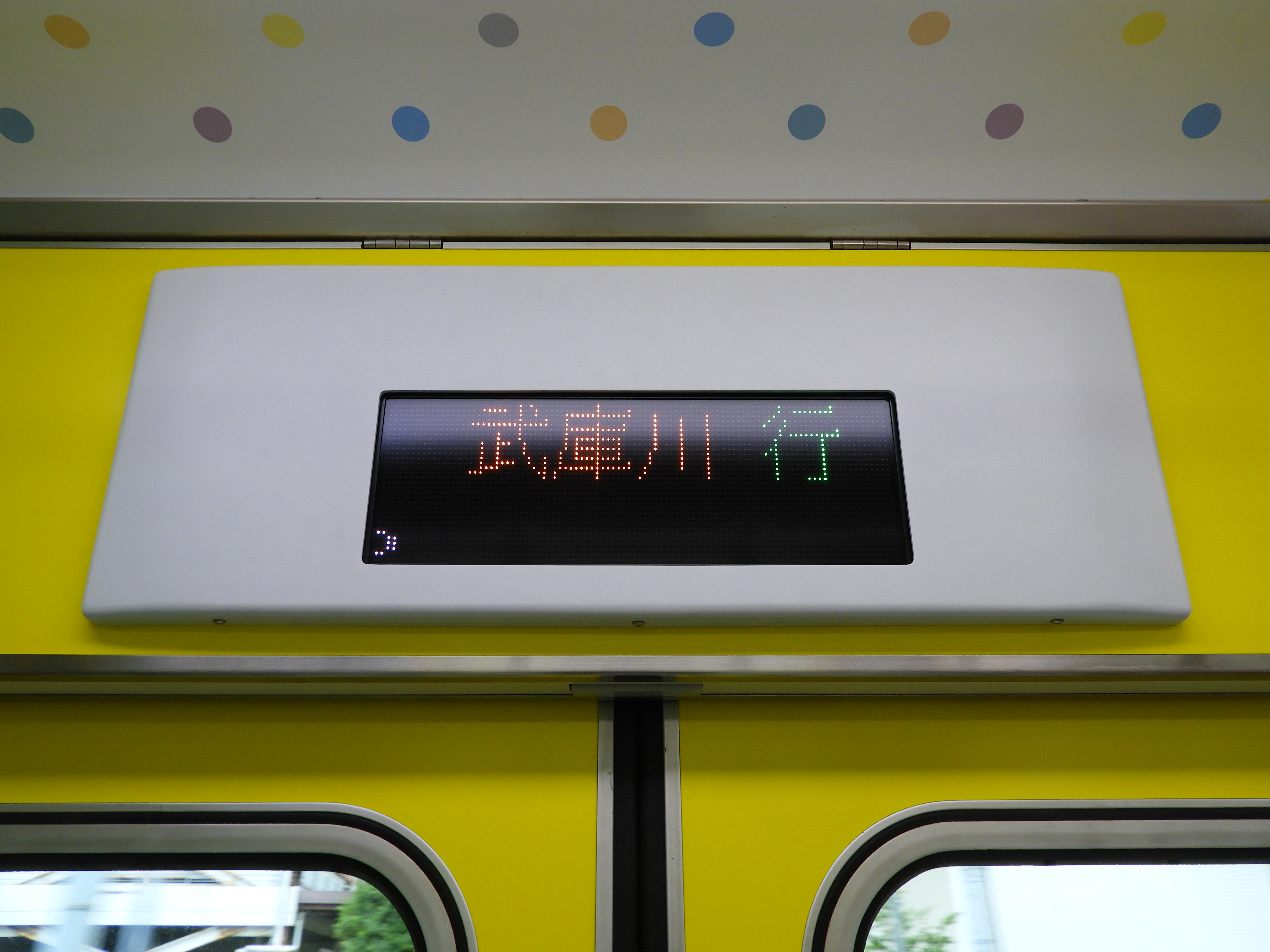
車内に設置された電光掲示板案内

#### タイガース号
「阪神タイガース」がテーマ。5513・5913の2両編成。5913は中間電動車5613からの先頭車化改造車である。
外装に球団カラーである黄色と黒を採り入れ、内装がチームのユニフォームをイメージしたデザインとなっており、車内外の随所に阪神タイガースのシンボルマークが配置されている。

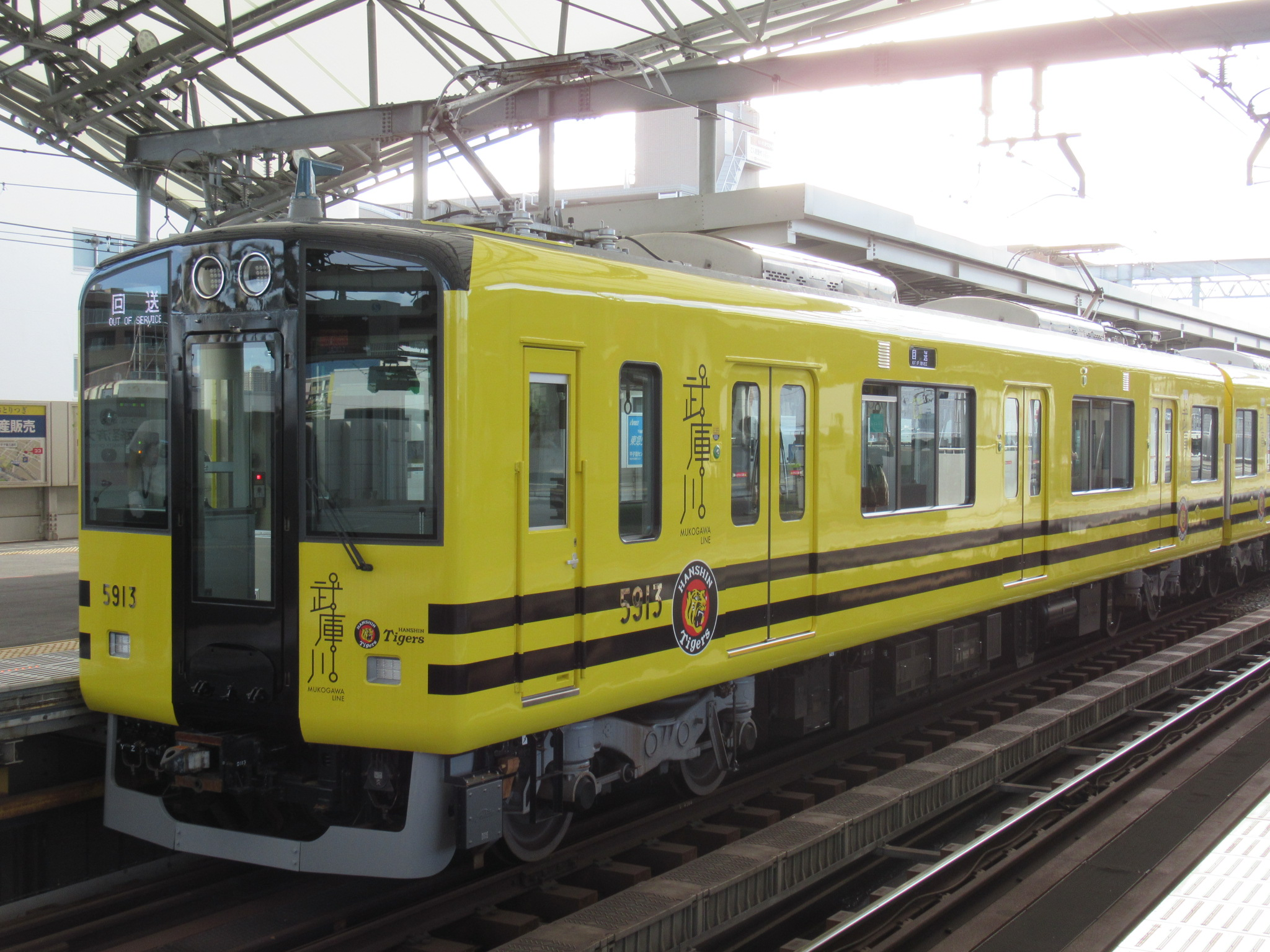
5913
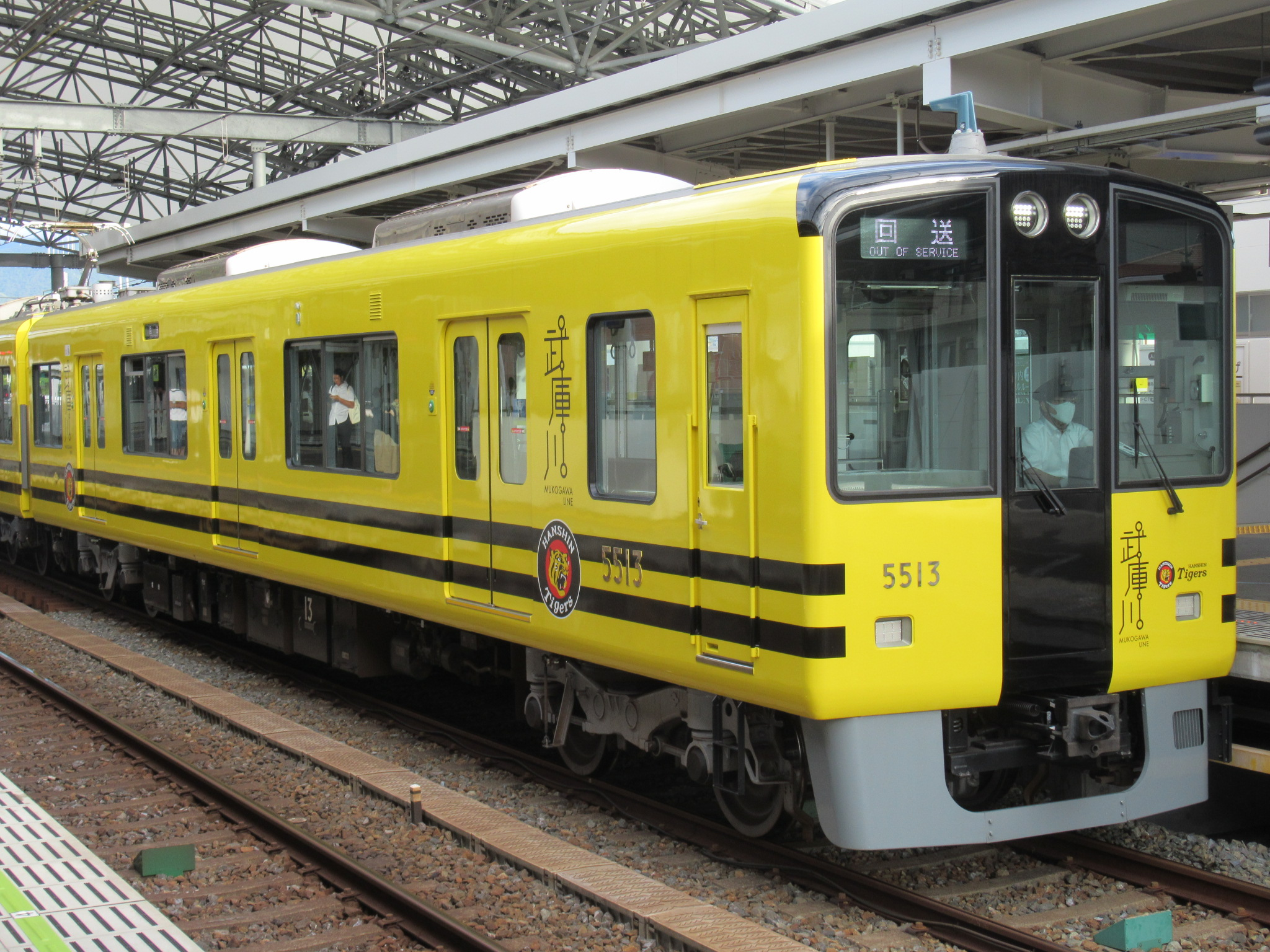
5513
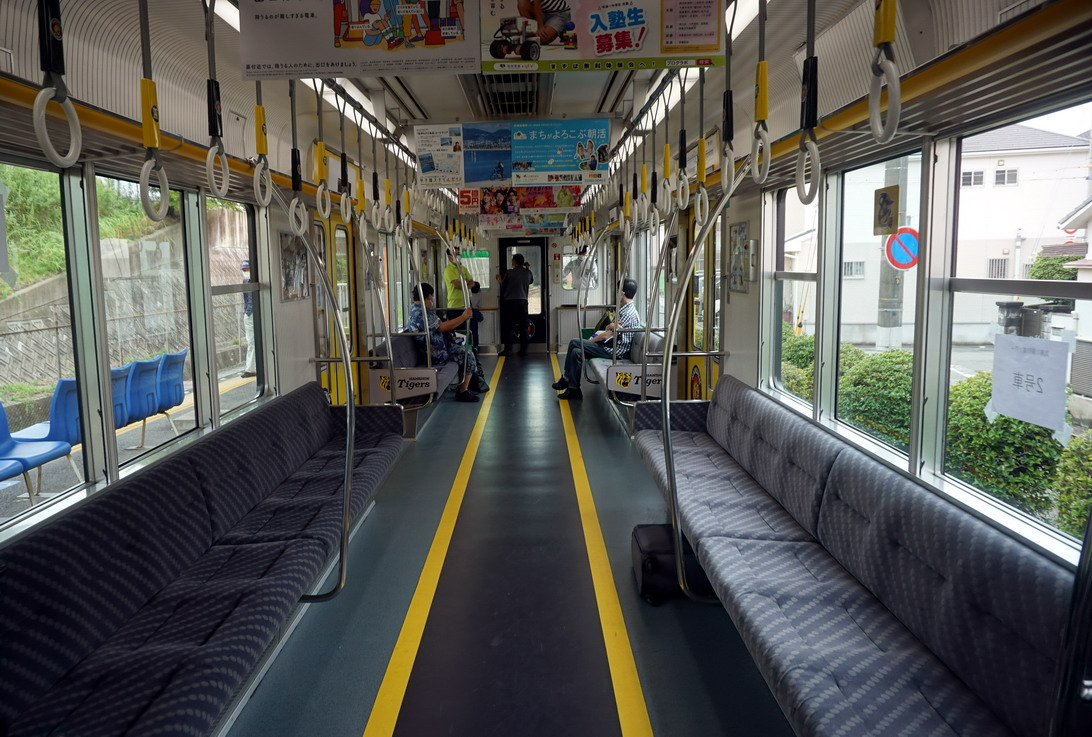
車内 （5913号車）

#### 甲子園号
「阪神甲子園球場」がテーマ。5914・5514の2両編成。5914は中間電動車5614からの改造車である。
外観に球場のツタ・芝・マウンド・白線をイメージした緑と白を採り入れ、車内は床面が球場の土やマウンドなどを、側面が球場壁面のレンガをイメージしたデザインとなっている。

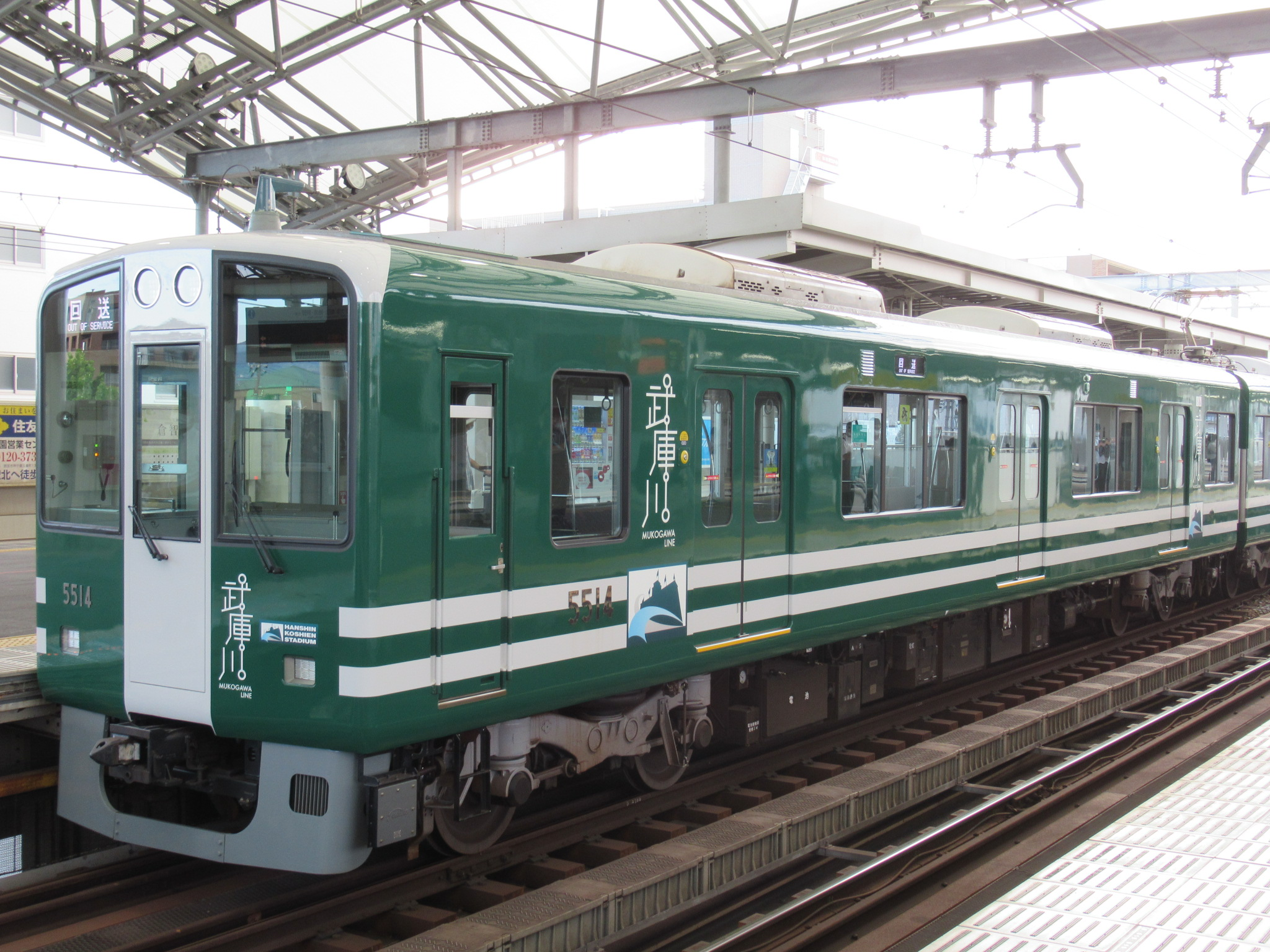
5514
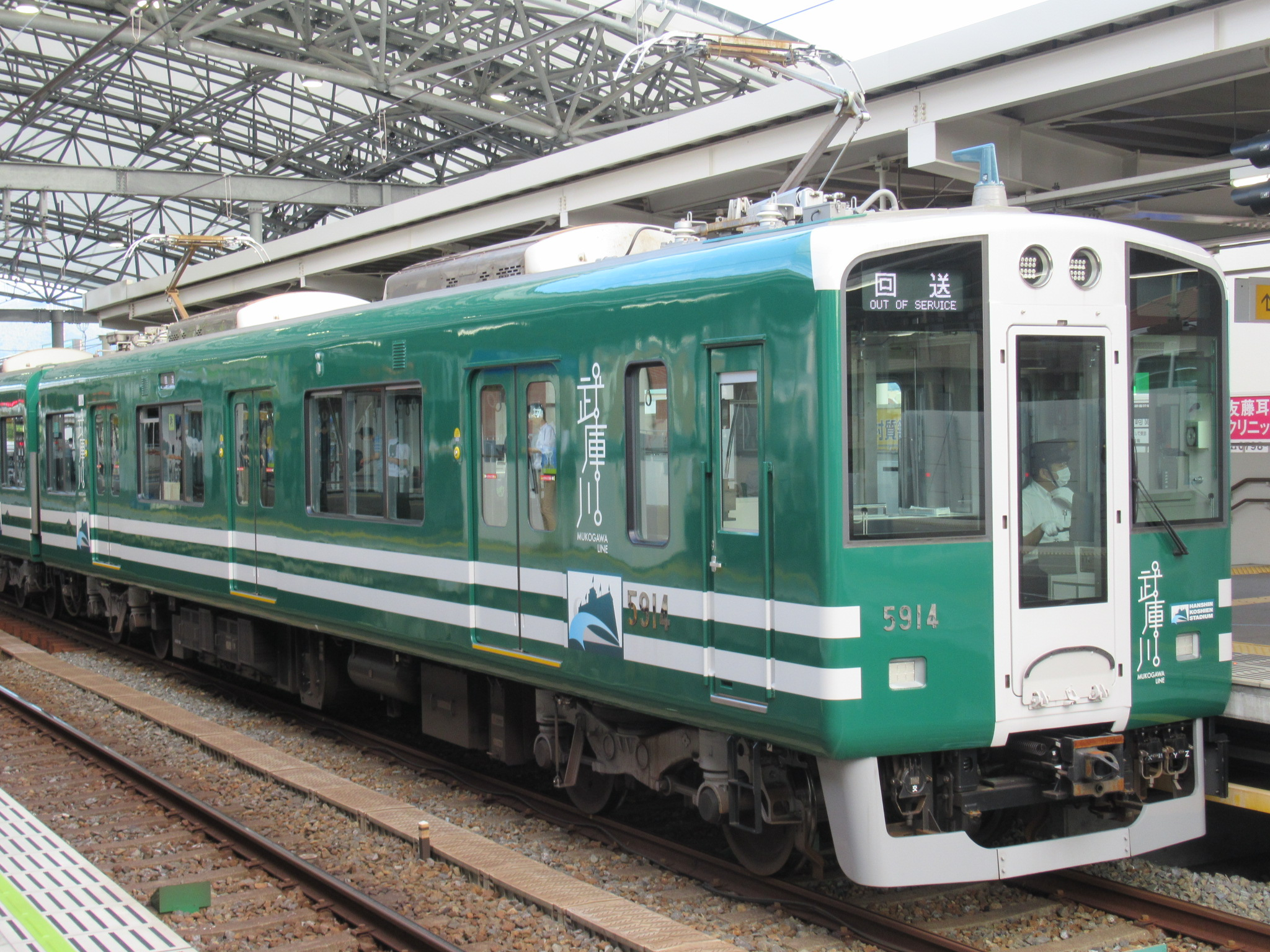
5914
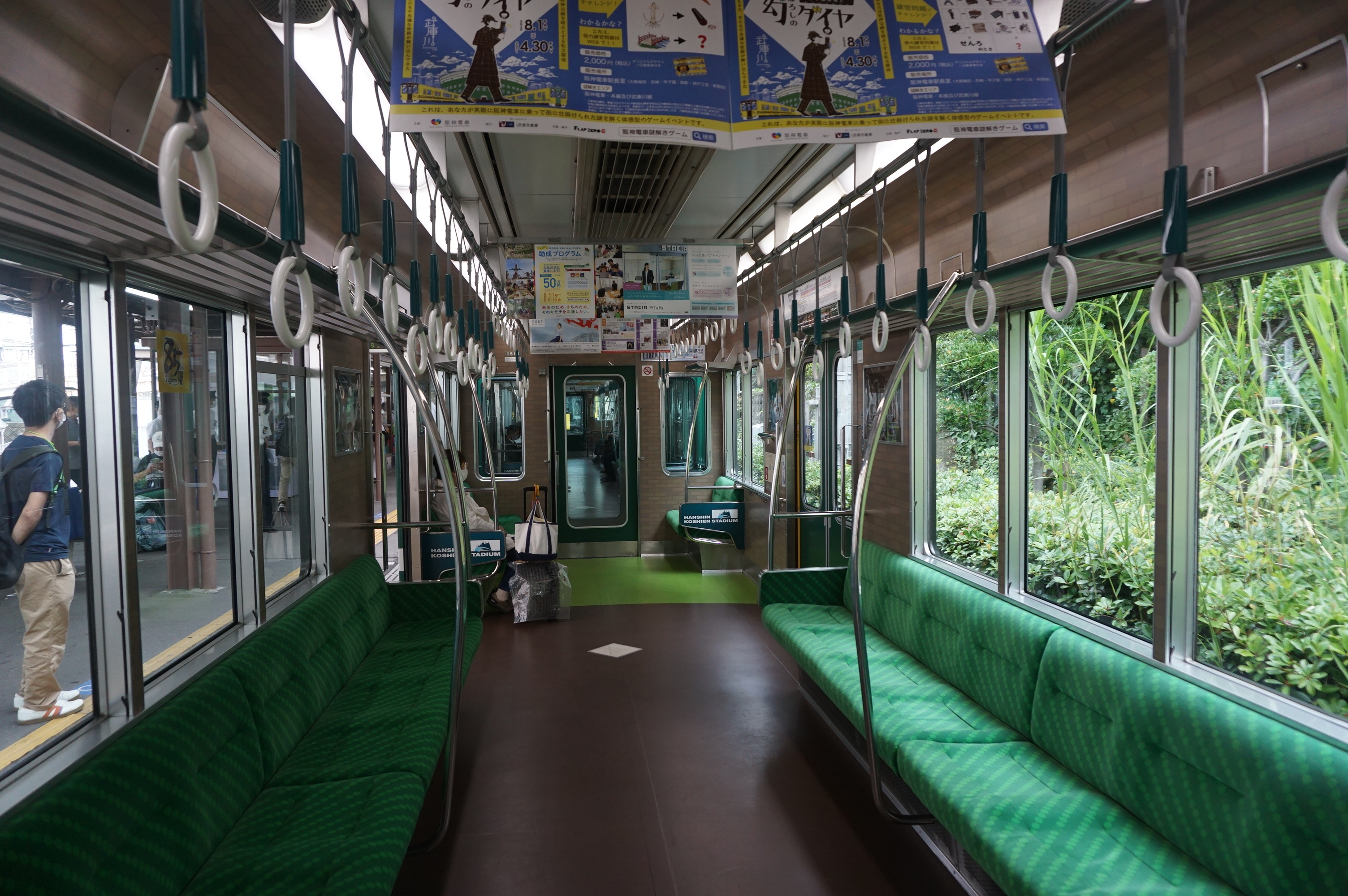
車内 （5514号車）

#### TORACO号
「女性タイガースファン」がテーマ。5511・5911の2両編成。5911は中間電動車5611からの改造車である。
外装は明るい「黄色」を基調に「緑色」のラインが入った。内装はパステルカラー調の水玉模様の壁面と、一部座席には着席するとトラ耳をつけているように見える「TORACO SPOT」を設置。

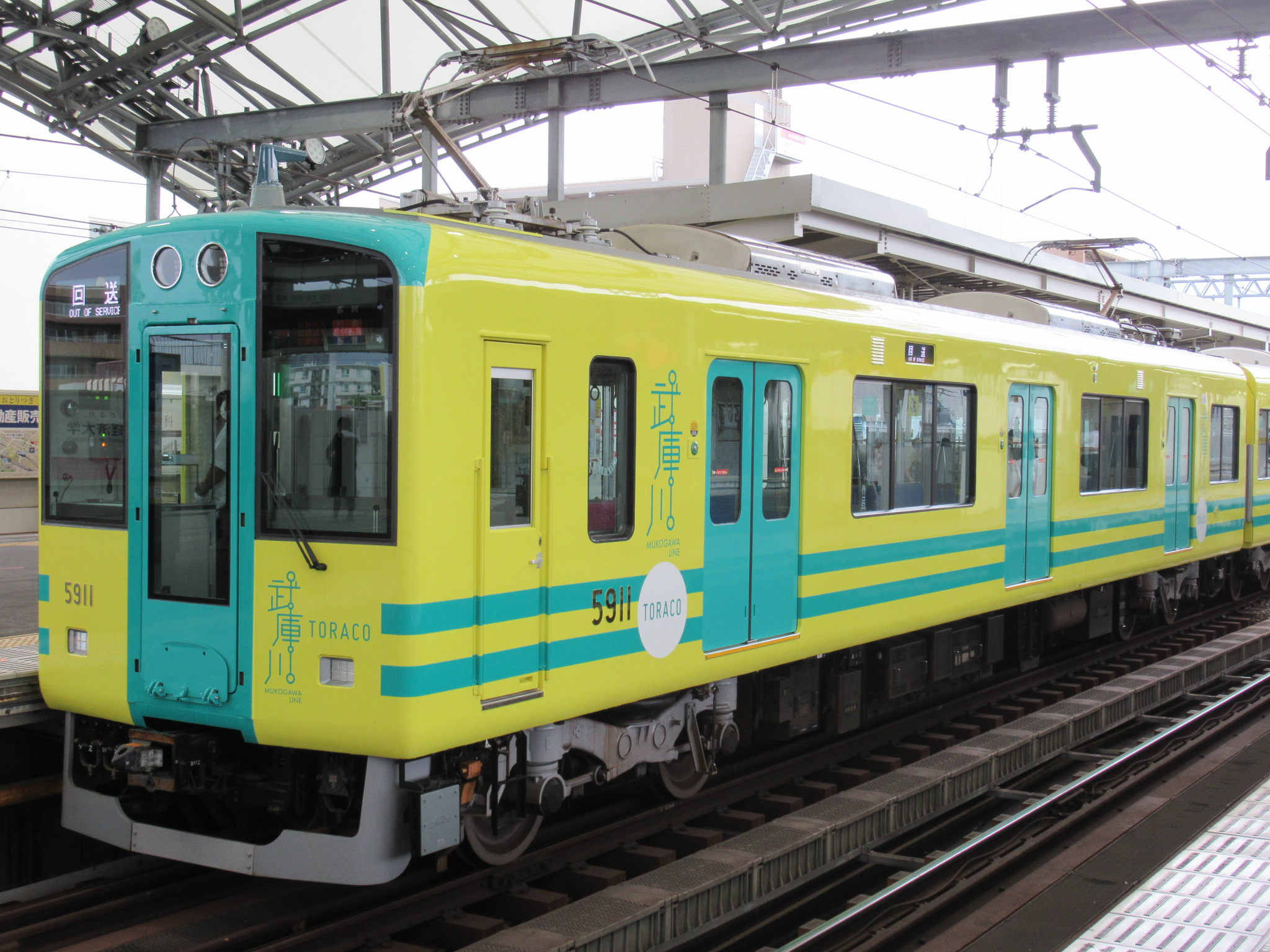
5911
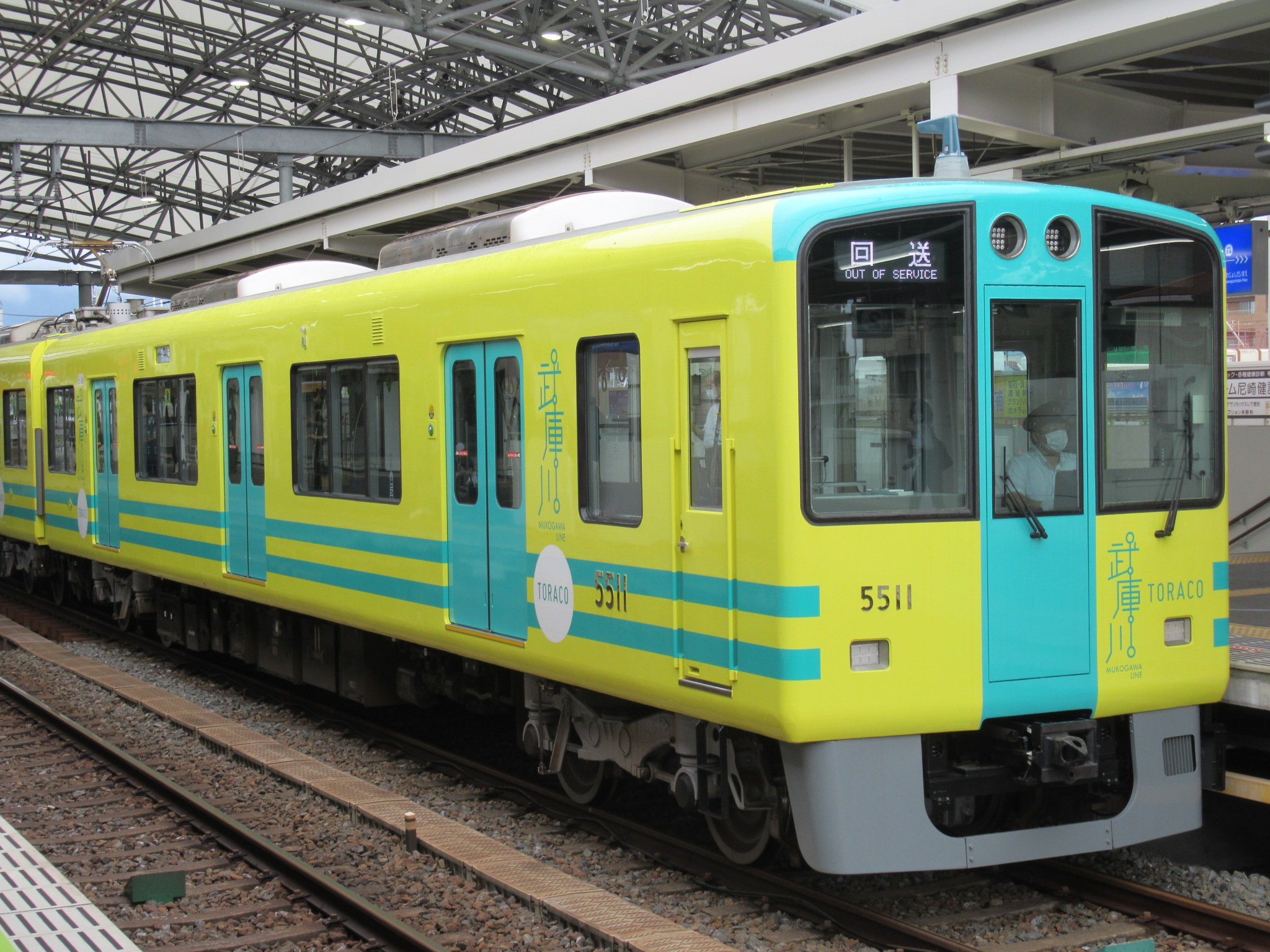
5511
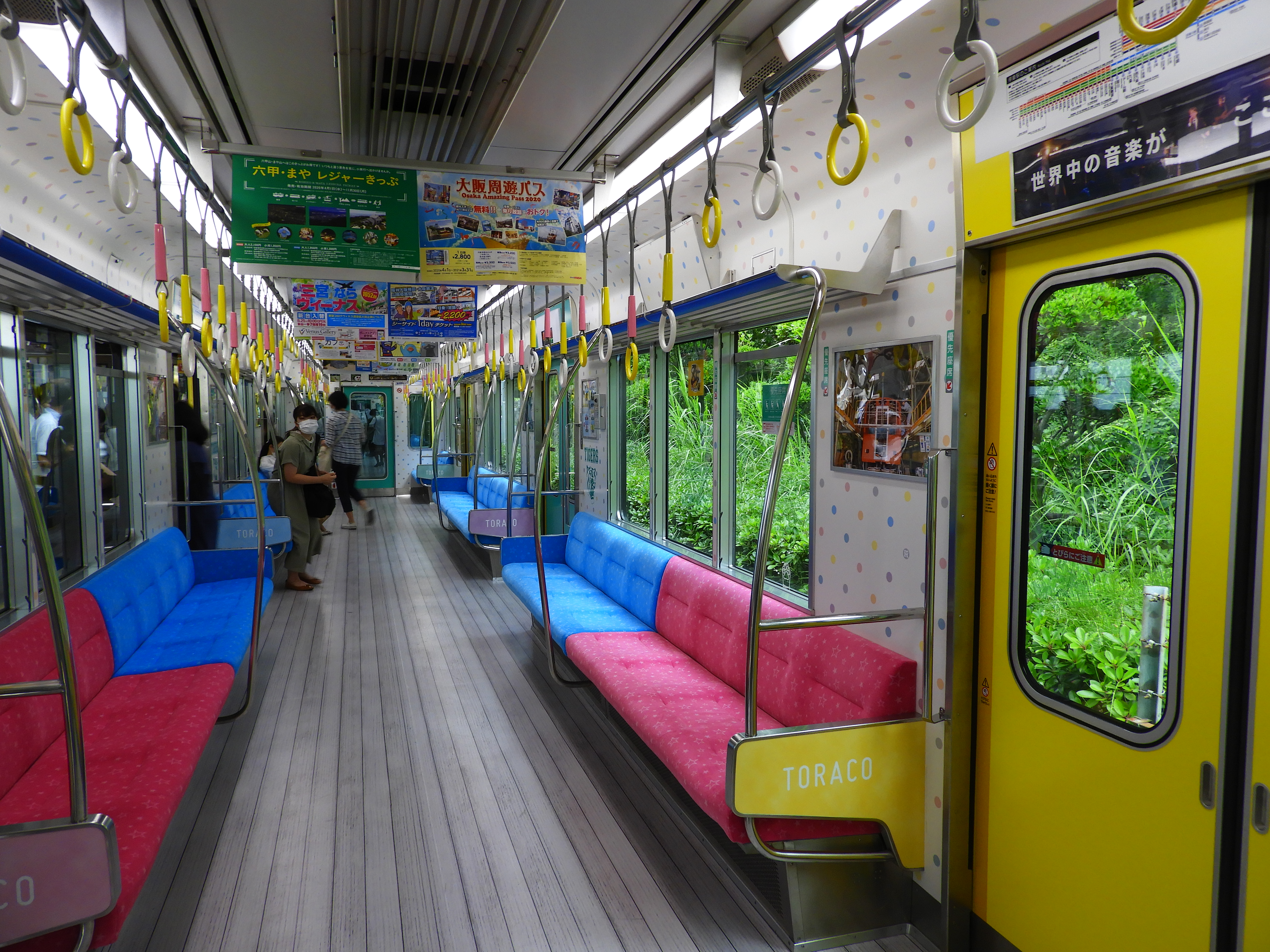
車内 （5911号車）

#### トラッキー号
阪神タイガースのマスコットキャラクター「トラッキー」がテーマ。5912・5512の2両編成。5912は中間電動車5612からの改造車である。
外装は白を基調にピンクのラインが入り、内装はピンクのストライプ模様とした。床面はトラッキーの足跡をイメージしたデザインとなっており、またトラッキー・ラッキー・キー太を一部の吊手や内外装随所にあしらっている。

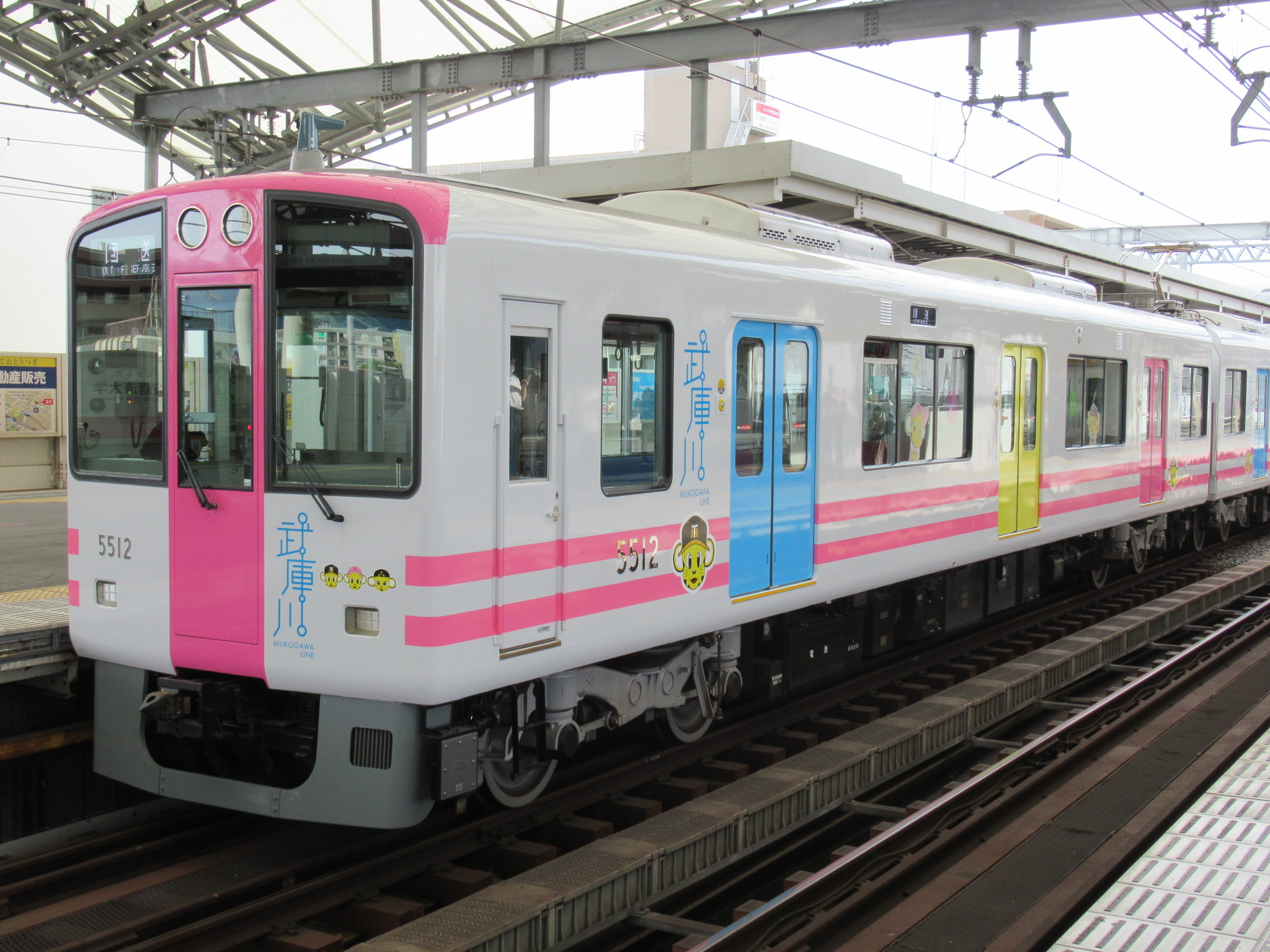
5512
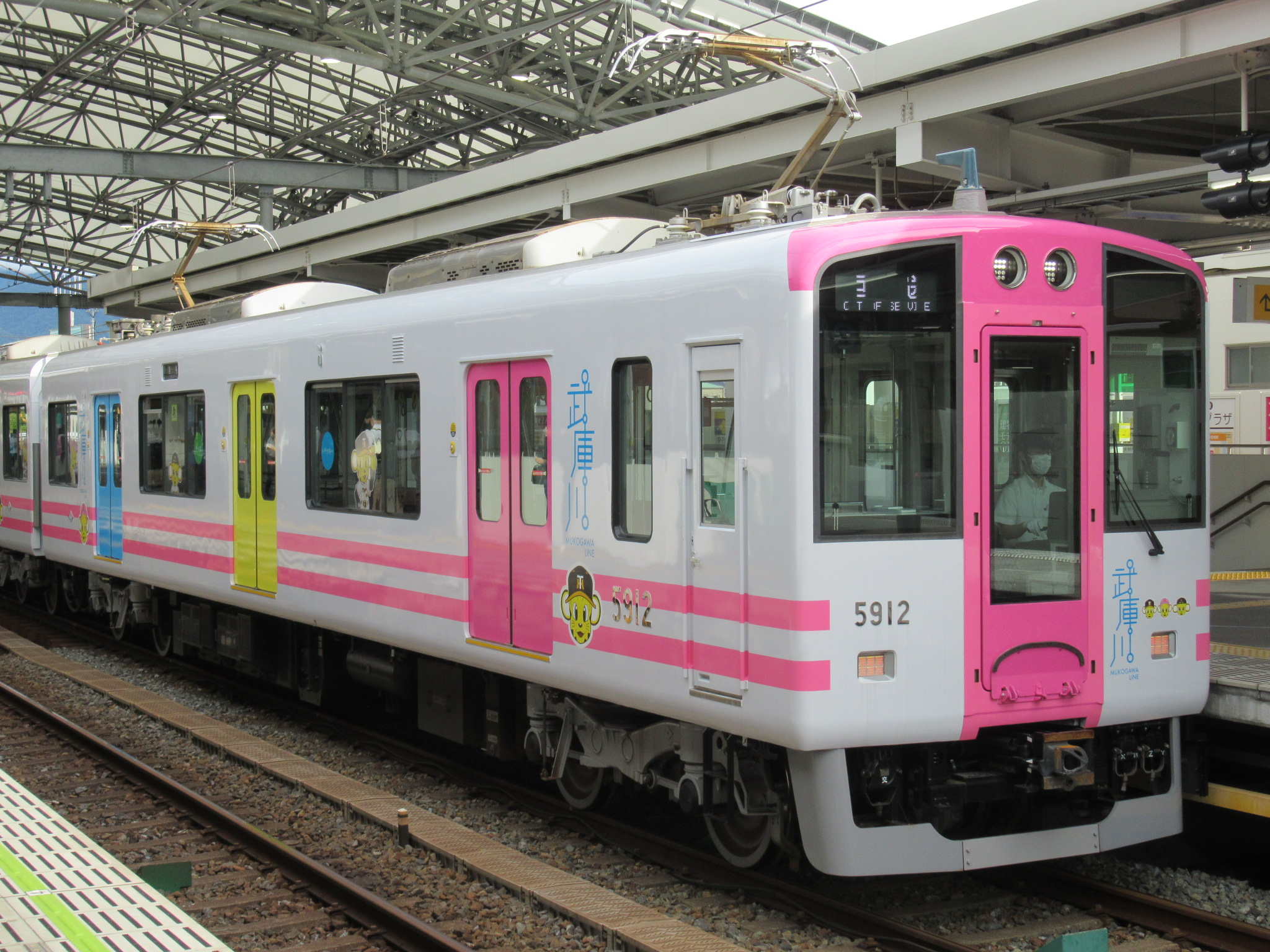
5912
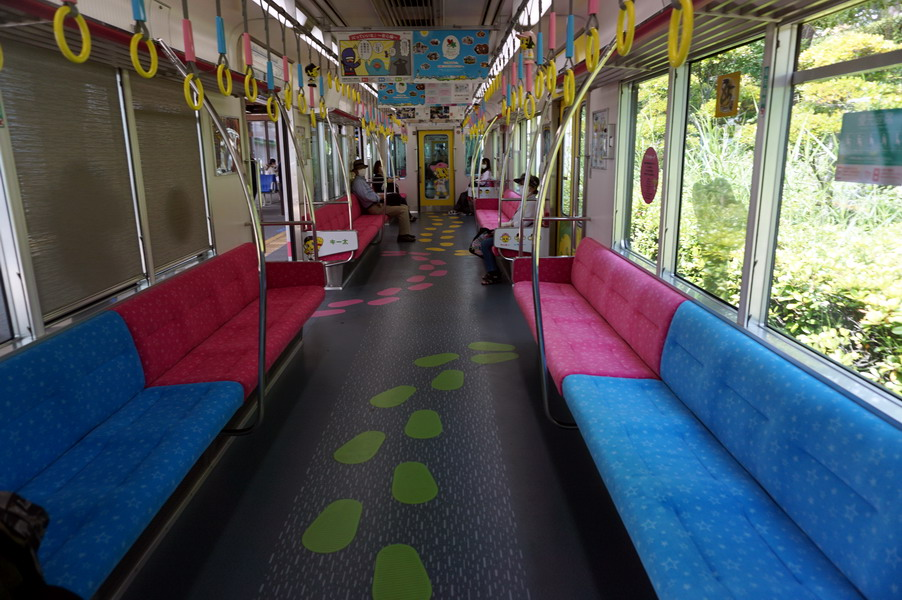
車内 （5512号車）

## 運用
5500系は1995年（平成7年）11月1日に梅田駅で出発式を実施後、営業運転を開始した。各編成とも阪神本線と西大阪線（現：阪神なんば線）の普通運用に充当された。
定期運用としては新開地駅が運行区間の西限であったが、1998年11月に5500系による貸切臨時列車が山陽電鉄線の須磨寺駅まで運転された実績がある。この列車は須磨浦公園駅へ回送して折り返し、阪神本線へ回送されている。2006年（平成18年）10月のダイヤ改正では、準急の運行区間短縮に伴う代替で普通が東須磨駅まで乗り入れ、ジェットカーで初の山陽電鉄線内定期運用となった。なお、2009年（平成21年）3月20日改正でジェットカーの山陽電鉄線への乗り入れは廃止された。
西大阪線（現：阪神なんば線）では2009年（平成21年）1月23日から近鉄直通列車用の車両の試運転が開始され、同時に営業列車は6両編成での運転になったため、同年1月22日をもって営業運転を終了した。
2016年（平成28年）3月現在、本線の普通列車で阪神大阪梅田駅 - 高速神戸駅（一部新開地駅）間を中心に使用されている。
武庫川線用に改造された編成は、2020年（令和2年）6月3日より営業運転を開始している。当初は直近1週間先の運行予定表を公表していた（毎週水曜日更新）。

### 武庫川線車両の本線特別運行
2023年（令和5年）、プロ野球阪神タイガースがセ・リーグ優勝を果たしたのを記念して、9月29日から10月1日までの3日間限定で、通常は武庫川線用である「タイガース号」と「甲子園号」とを連結した4両編成を大阪梅田駅 - 高速神戸駅間で運行した。
同年の日本シリーズも制して日本一を達成したのを記念して、11月10日から11月12日までの3日間限定で、今度は「TORACO号」と「トラッキー号」とを連結した4両編成を大阪梅田駅 - 高速神戸駅間で運行した（いずれも車内では優勝記念または日本一ポスターの掲示のほか、両編成間には貫通幌を取り付けて車内間の通り抜けを可能とした特別仕様で運行された）。

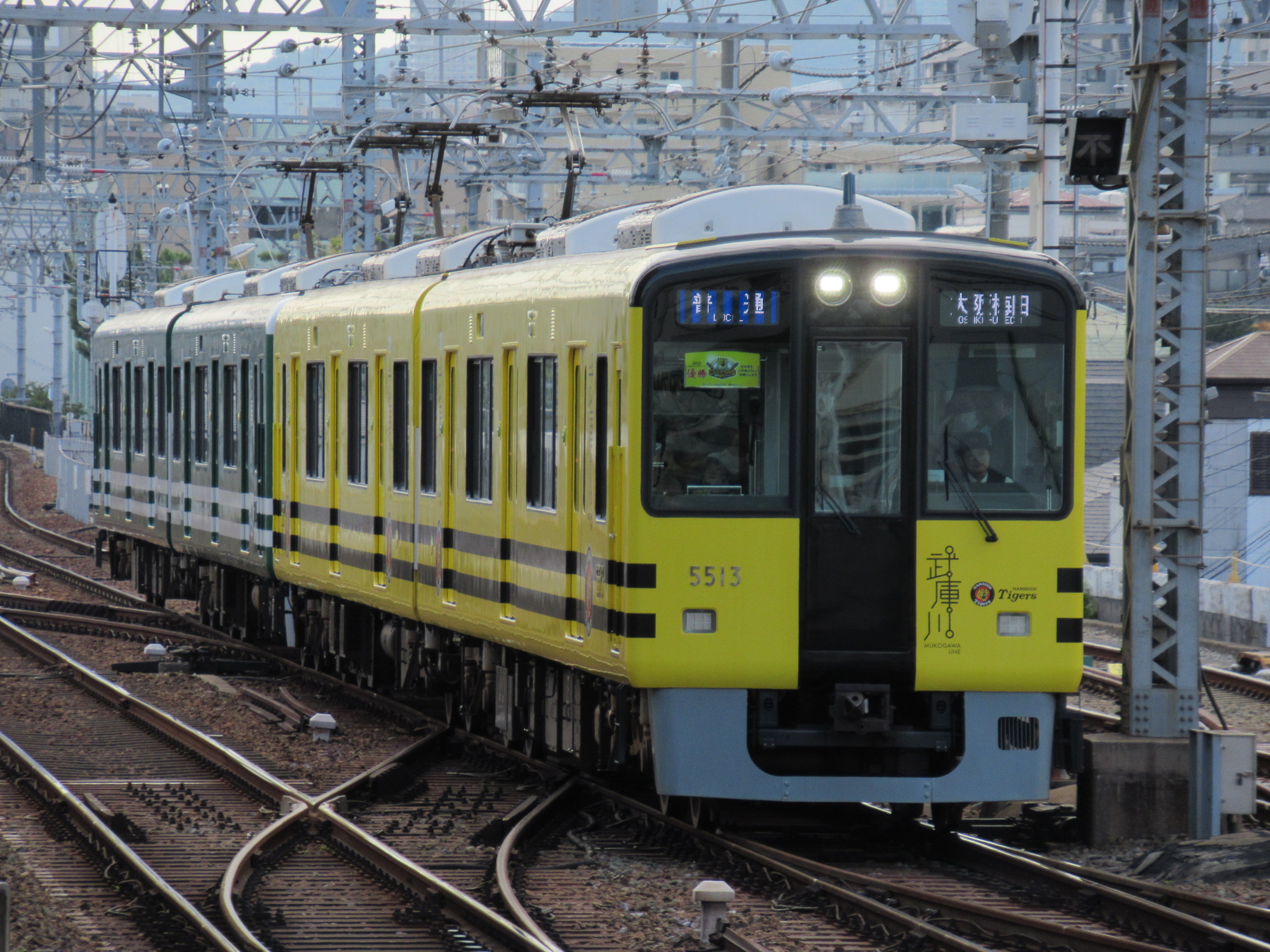
阪神本線で特別運行された「タイガース号」
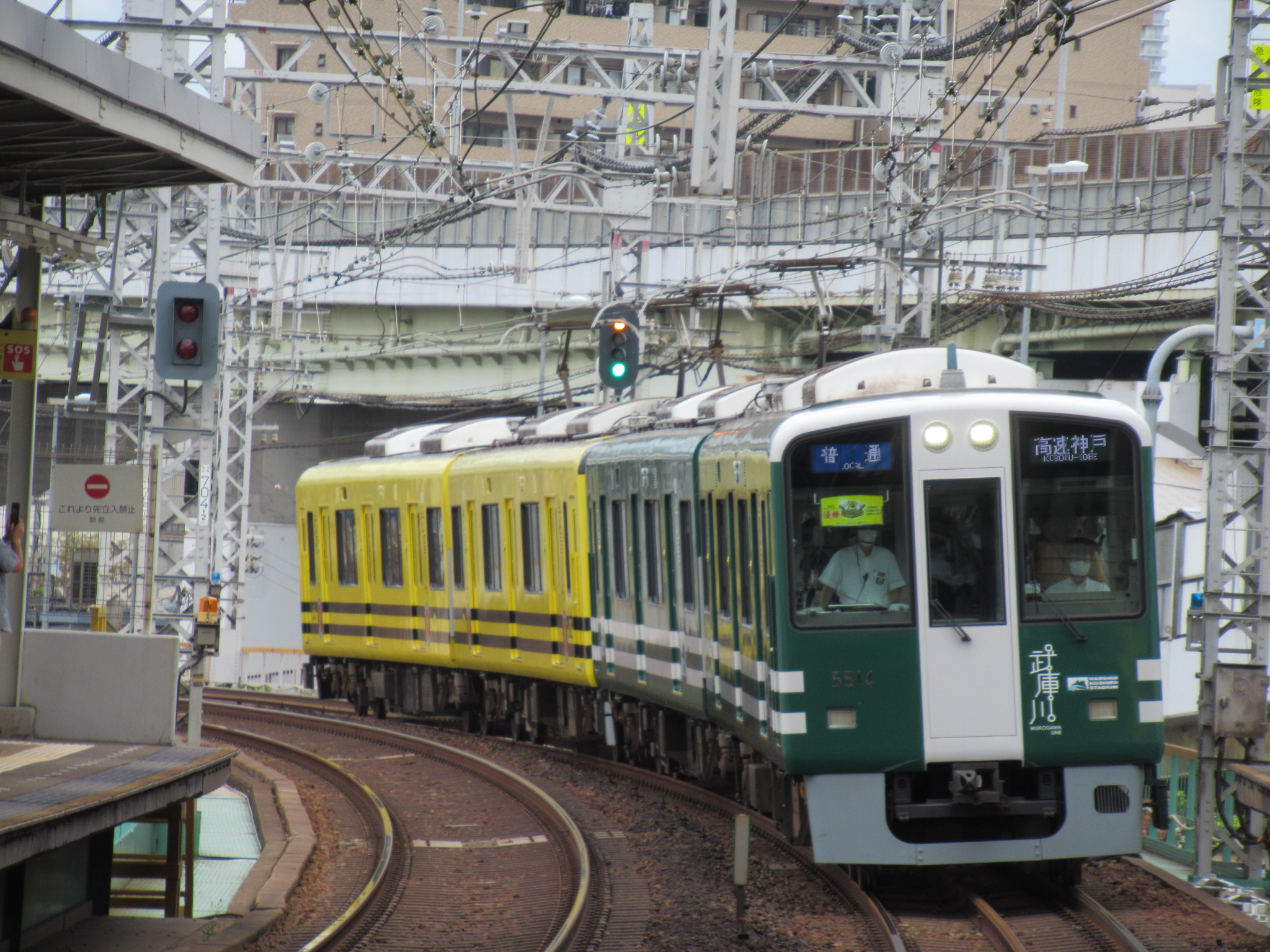
阪神本線で特別運行された「甲子園号」
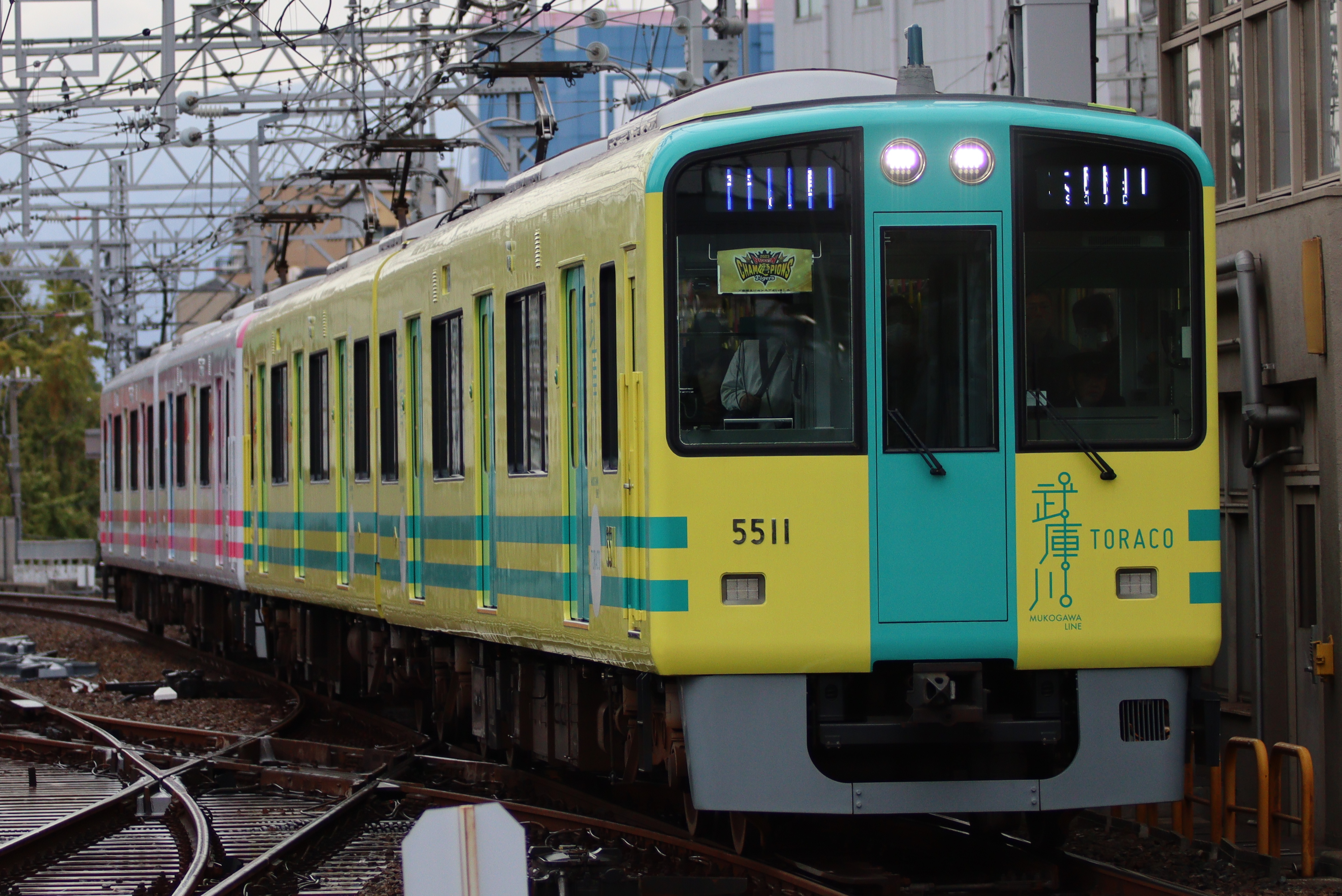
阪神本線で特別運行された「TORACO号」
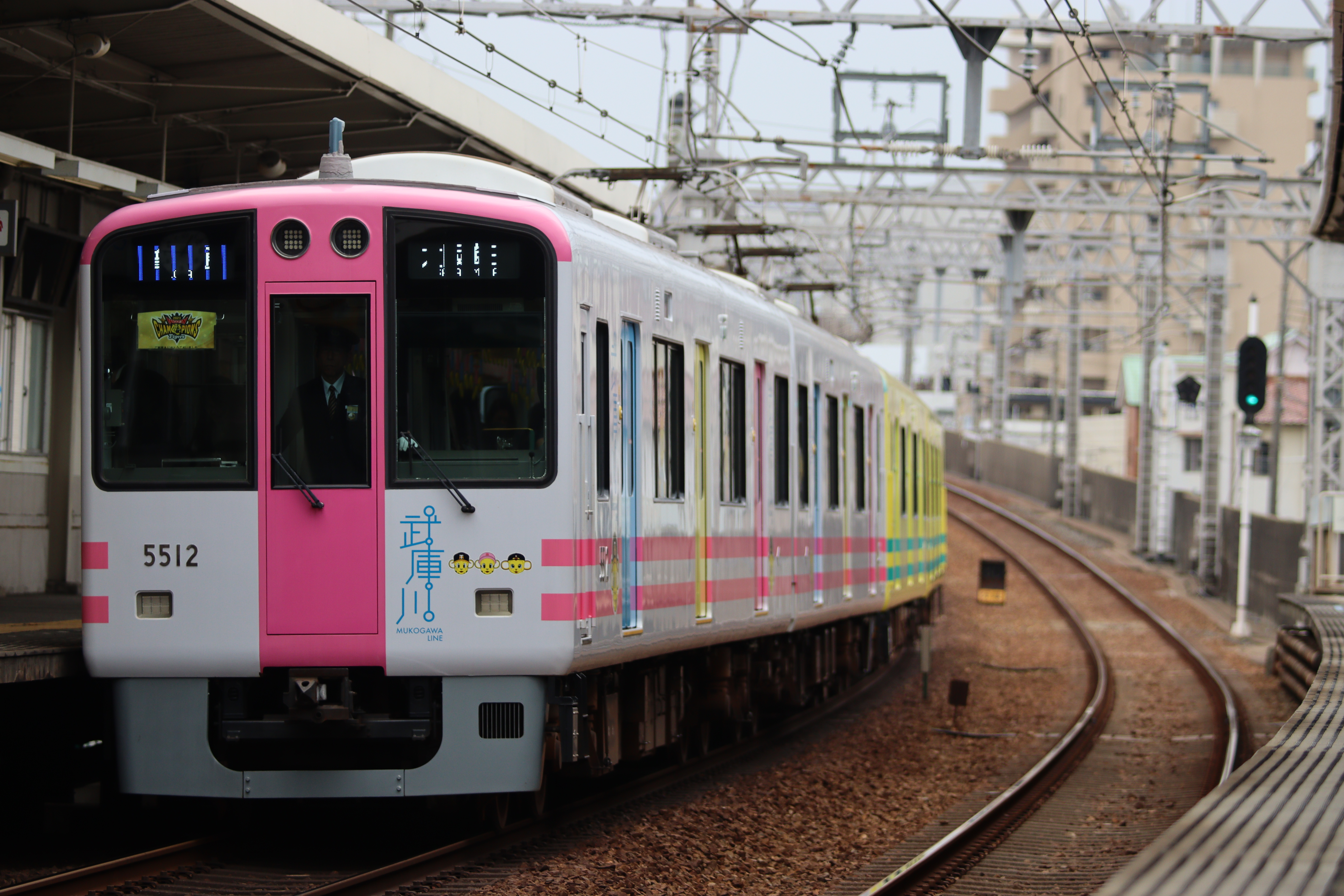
阪神本線で特別運行された「トラッキー号」

## テレビ番組での登場
1998年（平成10年）11月に阪神電気鉄道社員で鉄道ファンの河渕則彦が、『ザ!鉄腕!DASH!!』（日本テレビ系）に「日本一（起動加速度の）速い電車」として書き込みをしたことから、同番組の「リレー対決!○○ VS TOKIOシリーズ」の企画で5500系とTOKIOの5人による50 m×5人の250 m競争を行った。1回目は深江駅で、2回目は打出駅で行い、1回目は5500系が、2回目はTOKIOが勝利した。2015年（平成27年）には同様の企画が5700系を用いて行われている。

## 編成表
2025年（令和7年）4月1日現在
| ← 大阪梅田新開地 → | ← 大阪梅田新開地 → | ← 大阪梅田新開地 → | ← 大阪梅田新開地 → | ← 大阪梅田新開地 → | ← 大阪梅田新開地 → | ← 大阪梅田新開地 →                                | ← 大阪梅田新開地 → | ← 大阪梅田新開地 → |
| ------------------ | ------------------ | ------------------ | ------------------ | ------------------ | ------------------ | ------------------------------------------------- | ------------------ | ------------------ |
| 形式               | 5501 （Mc1）       | 5601 （M1）        | 5601 （M2）        | 5501 （Mc2）       | 製造               | 竣工                                              | リニューアル       | 備考               |
| 車両番号           | 5501               | 5601               | 5602               | 5502               | 武庫川             | 1995/10/27                                        | 2017/03/21         |                    |
| 車両番号           | 5503               | 5603               | 5604               | 5504               | 武庫川             | 1995/11/28（5503・5603） 1995/12/27（5504・5604） | 2017/09/15         |                    |
| 車両番号           | 5505               | 5605               | 5606               | 5506               | 川重               | 1997/10/01                                        | 2018/03/22         |                    |
| 車両番号           | 5507               | 5607               | 5608               | 5508               | 川重               | 1997/10/22                                        | 2019/03/20         |                    |
| 車両番号           | 5509               | 5609               | 5610               | 5510               | 川重               | 1997/10/30                                        | 2022/12/27         |                    |
| 車両番号           | 5515               | 5615               | 5616               | 5516               | 武庫川             | 1999/01/12                                        | 2021/03/17         |                    |
| 車両番号           | 5517               | 5617               | 5618               | 5518               | 武庫川             | 2000/02/17                                        | [ 要出典 ]         |                    |

| ← 大阪梅田新開地 → ← 武庫川武庫川団地前 → | ← 大阪梅田新開地 → ← 武庫川武庫川団地前 → | ← 大阪梅田新開地 → ← 武庫川武庫川団地前 → | ← 大阪梅田新開地 → ← 武庫川武庫川団地前 → | ← 大阪梅田新開地 → ← 武庫川武庫川団地前 → | ← 大阪梅田新開地 → ← 武庫川武庫川団地前 → | ← 大阪梅田新開地 → ← 武庫川武庫川団地前 → |
| ----------------------------------------- | ----------------------------------------- | ----------------------------------------- | ----------------------------------------- | ----------------------------------------- | ----------------------------------------- | ----------------------------------------- |
| 形式                                      | 5501 （Mc1'）                             | 5901 （Mc1）                              | 製造                                      | 竣工                                      | ワンマン改造                              | 備考                                      |
| 車両番号 （旧番号）                       | 5511                                      | 5911 （5611）                             | 武庫川                                    | 1998/04/09                                | 2020/05/18                                | TORACO号                                  |
| 車両番号 （旧番号）                       | 5513                                      | 5913 （5613）                             | 武庫川                                    | 1998/07/17                                | 2020/02/18                                | タイガース号                              |
| 形式                                      | 5901 （Mc2）                              | 5501 （Mc2'）                             | 製造                                      | 竣工                                      | ワンマン改造                              | 備考                                      |
| 車両番号 （旧番号）                       | 5912 （5612）                             | 5512                                      | 武庫川                                    | 1998/04/09                                | 2020/05/21                                | トラッキー号                              |
| 車両番号 （旧番号）                       | 5914 （5614）                             | 5514                                      | 武庫川                                    | 1998/07/17                                | 2020/02/13                                | 甲子園号                                  |